# Guengat
Guengat [gwɛngat] (en breton : Gwengad) est une commune du département du Finistère, dans la région Bretagne, en France.

## Géographie
La commune de Guengat fait partie traditionnellement du Pays Glazik et est située à l'ouest de Quimper.

### Situation

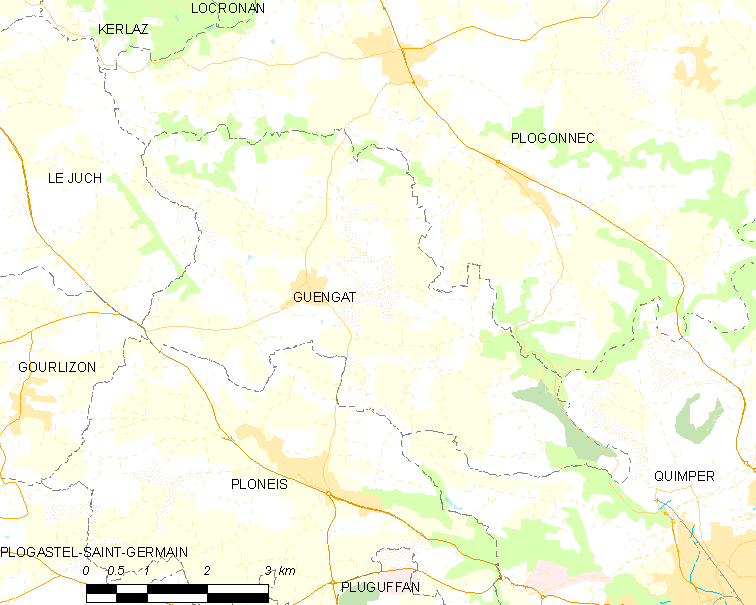
Carte de Guengat et les communes voisines.

La commune est située dans le fuseau horaire heure normale d'Europe centrale (UTC+01:00), à l'heure d'hiver, et Heure d'été d'Europe centrale (UTC+02:00), à l'heure d'été. Son altitude moyenne est de 85 m. Par sa superficie, Guengat est la 468e des 1 269 municipalités de Bretagne, la 6 411e de France, la 119e du département du Finistère, la 39e de l'arrondissement de Quimper et la cinquième du canton de Douarnenez[réf. nécessaire].
| Ville    | Distance (km) | Position, par rapport à Guengat |
| -------- | ------------- | ------------------------------- |
| Locronan | 6             | nord                            |
| Paris    | 491           | est                             |
| Quimper  | 9             | sud-est                         |
| Rennes   | 189           | est                             |

Les communes limitrophes sont Le Juch, Plogonnec, Plonéis et Quimper. La rivière Steïr traverse le territoire communal. Guengat fait partie de l'Espace urbain Sud-Finistère.
Guengat a un paysage rural traditionnel de bocage avec habitat dispersé en hameaux et fermes isolées.

### Transports

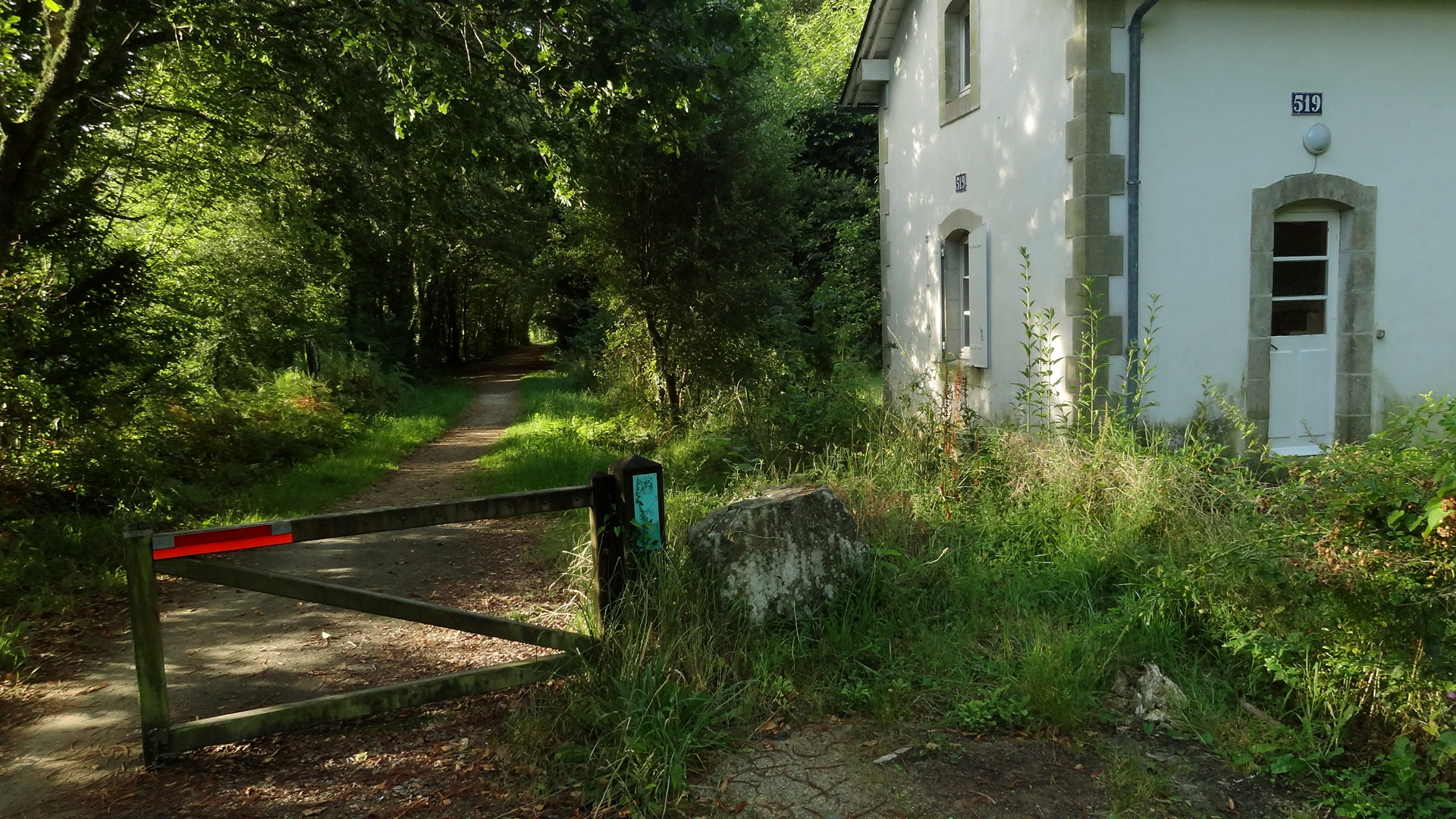
Maison de garde-barrière sur l'ancienne ligne de chemin de fer de Quimper à Douarnenez, désormais voie verte.

Le territoire de la commune de Guengat est traversé par la route départementale 56, qui passe dans le village, où elle porte le nom de rue de Bretagne, et le relie à Plogonnec, au nord, et Plonéis, au sud,. De petites portions des routes départementales 63, au sud-est, et 765, à l'ouest, passent également sur ce territoire.
La gare ferroviaire la plus proche est celle de Quimper, à 9,6 km, l'aérodrome le plus proche celui de Quimper-Pluguffan, à 7,8 km et le port le plus proche celui de Douarnenez, à 11,2 km.
À partir de 1888, Guengat dispose d'une gare située à 1,7 kilomètre au nord du bourg, près de la route de Plogonnec, desservant la ligne de Quimper à Douarnenez - Tréboul qui a été en service jusqu'en 1972 pour la trafic voyageurs et jusqu'en 1988 pour le trafic marchandises. L'ancienne voie ferrée a été transformée en voie verte.

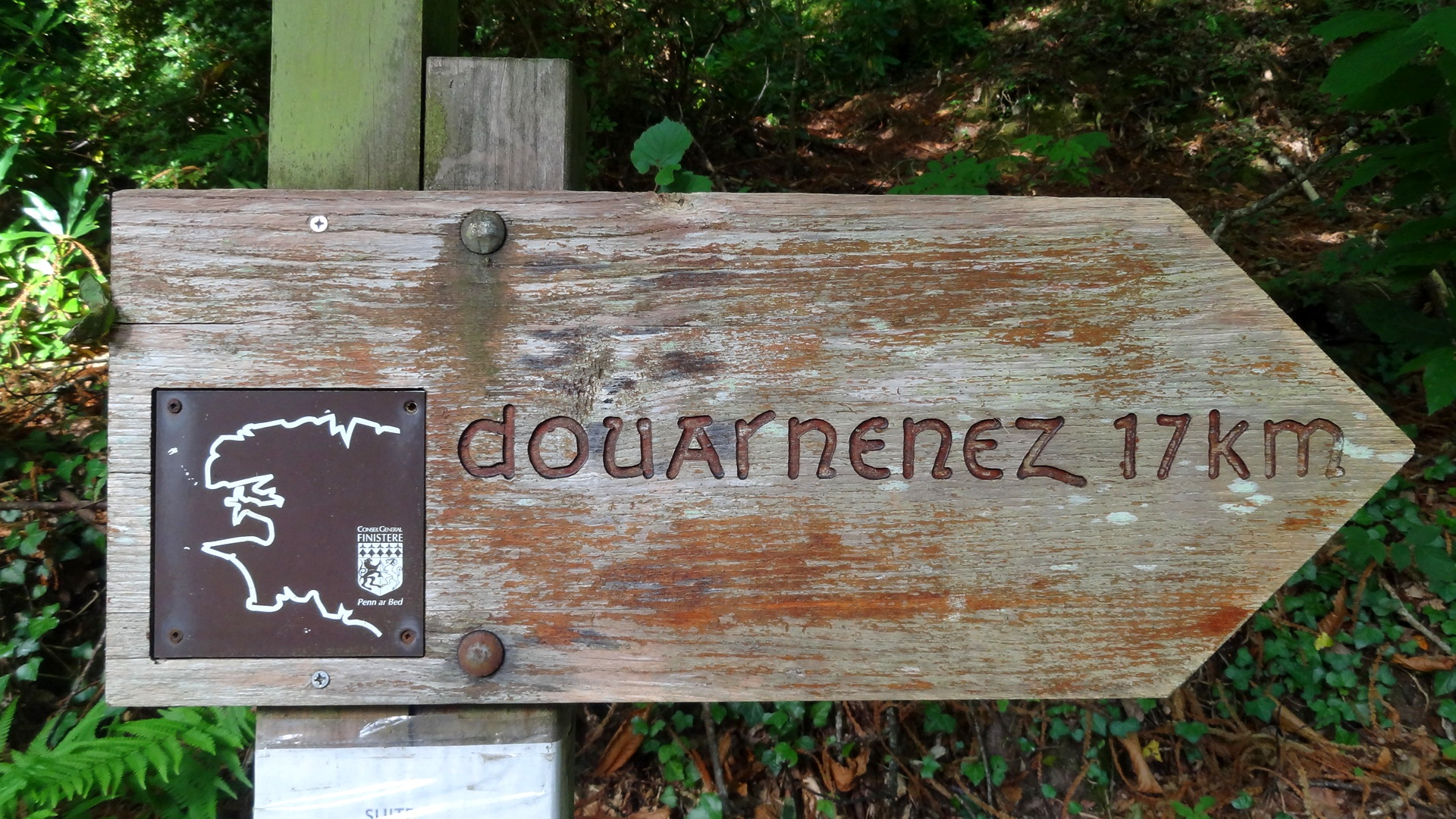
Panneau « Douarnenez 17 km » au début de la voie verte de Guengat à Douarnenez.
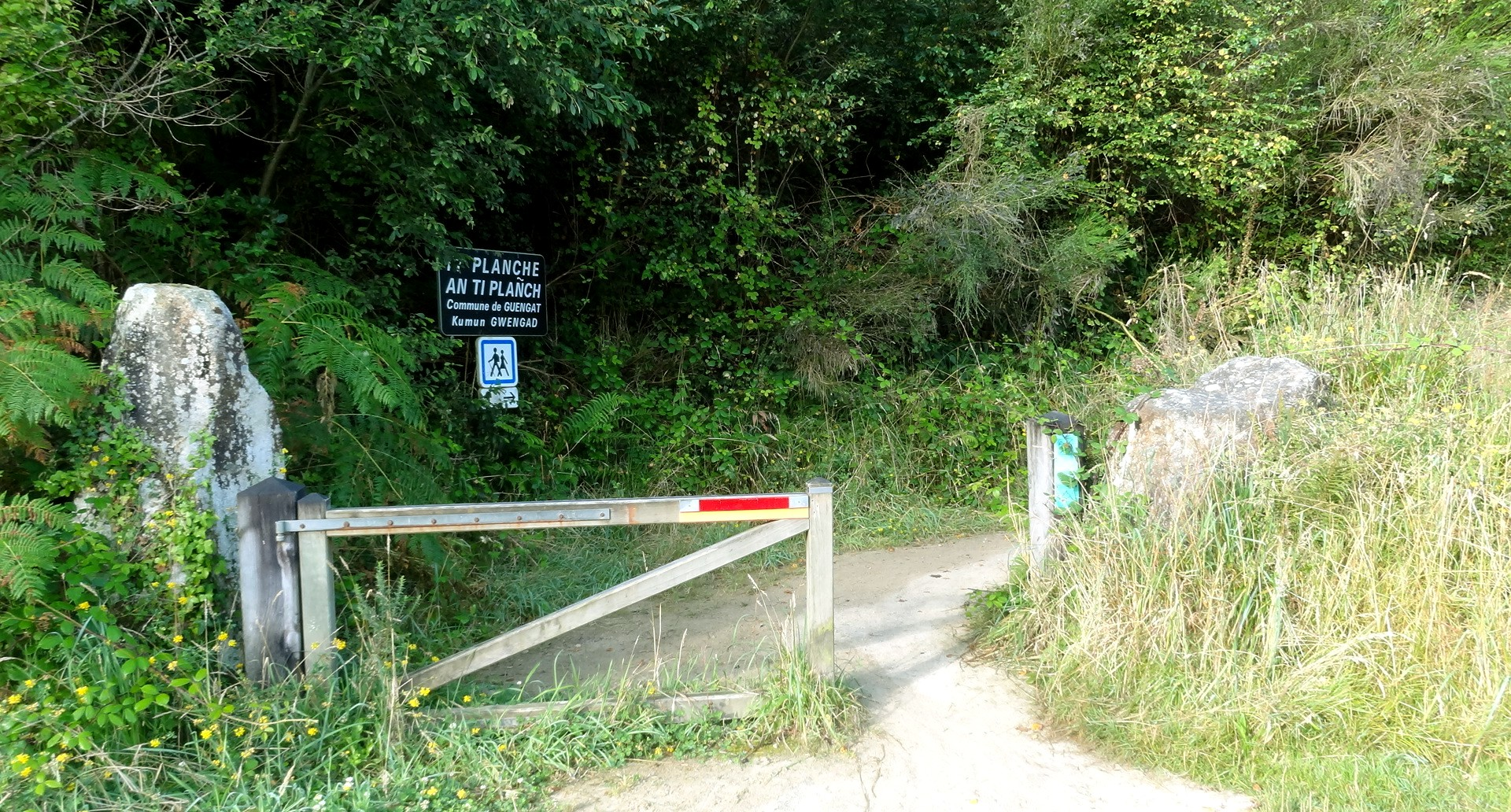
Point de départ de la voie verte de Guengat à Douarnenez.
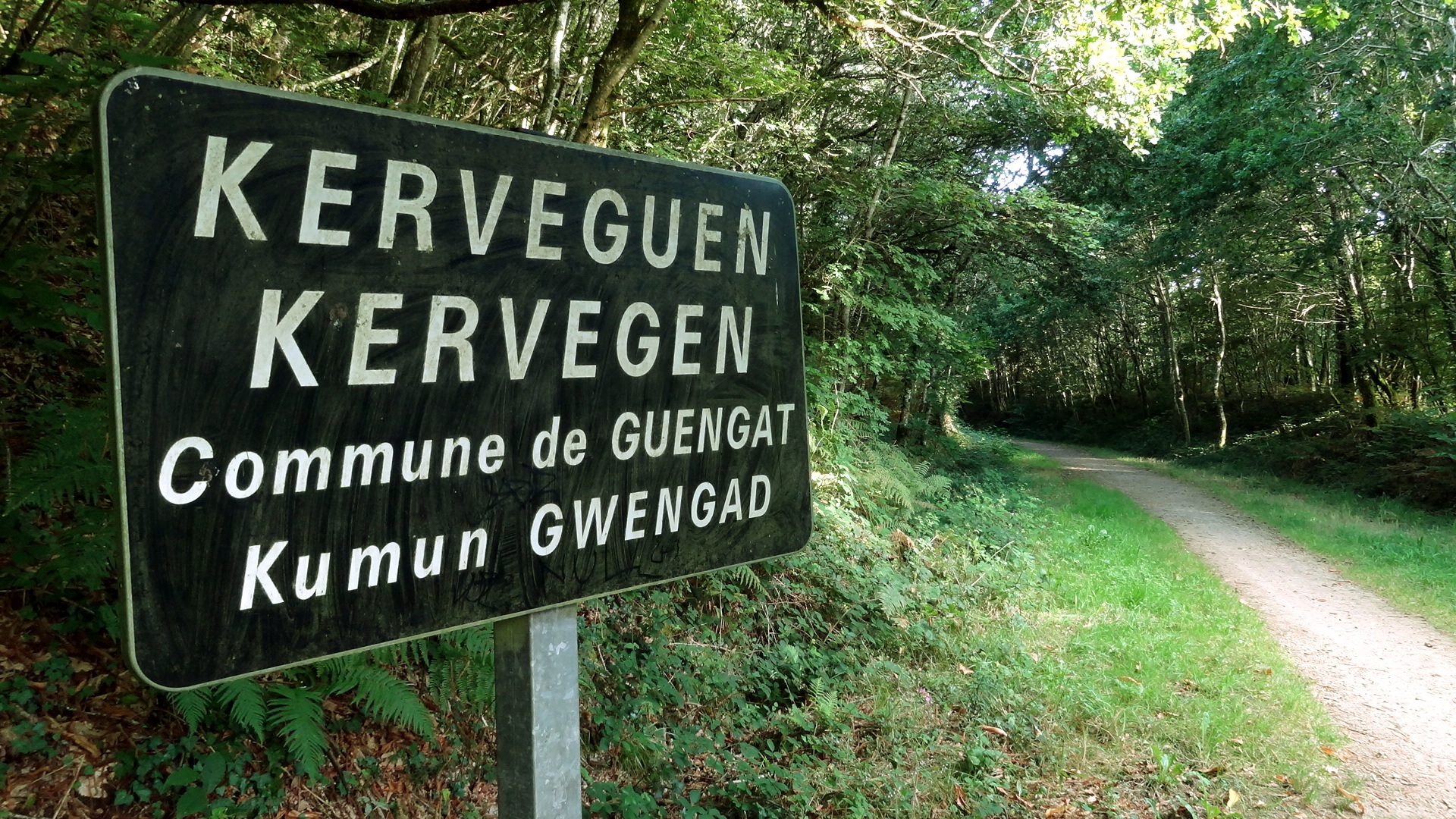
Panneau bilingue français / breton Kerveguen / Kervegen (commune de Guengat).

### Relief
Une ligne de hauteurs appalachiennes orientée en gros est-ouest traverse la partie nord de la commune, s'élevant jusqu'à 132 mètres d'altitude à Penn ar Ménez (à la limite de la commune avec Plogonnec) ; un autre de ses sommets, situé plus à l'est, a servi de site au château de Guengat. Une autre ligne de hauteurs parcourt la partie sud du finage communal, s'élevant jusqu'à 143 mètres d'altitude près de Pellavon, au sud-ouest de la commune. Le bourg est vers 120 mètres d'altitude. Le relief est assez vallonné en raison de la présence de deux cours d'eau : le ruisseau de Saint-Alouarn, qui a sa source près de Pellavon et sert un moment, dans sa partie amont, de limite communale avec Plonéis, coule ensuite au sud du bourg, puis, coulant vers l'est, alimente en eau le moulin de Saint-Alouarn ; c'est un affluent de rive droite du Steïr, lui-même affluent de l'Odet ; sa vallée est très encaissée dans sa partie aval, au niveau du Bois de Saint-Alouarn, où ce ruisseau coule vers 50 mètres d'altitude. Le ruisseau du Ris, qui a sa source près de Penfrat en Le Juch, sert un temps de limite communale avec ladite commune ; c'est un affluent de rive droite du Névet, un petit fleuve côtier qui se jette dans la baie de Douarnenez ; sa vallée n'est plus qu'à une vingtaine de mètres d'altitude à sa sortie du territoire communal.
| - Carte topographique de la commune de Guengat. |

### Météorologie
Le climat est océanique avec été tempéré (Cfb, dans la classification de Köppen). La commune est classée en zone de sismicité faible (0 sur 3).
Le principal risque naturel est celui d'inondation. Guengat a subi des inondations avec coulées de boue le 20 mai 1990, du 17 au 31 janvier 1995, du 25 au 29 décembre 1999 (accompagnées de mouvements de terrain) et les 12 et 13 décembre 2000. La commune a également subi une tempête les 15 et 16 octobre 1987.

### Hydrographie
Pour un article plus général, voir Réseau hydrographique du Finistère.
La commune est située dans le bassin Loire-Bretagne. Elle est drainée par le Steir, le Névet, le Ris et divers autres petits cours d'eau,.
Le Steir, d'une longueur de 28 km, prend sa source dans la commune de Cast et se jette  dans l'Odet à Quimper, après avoir traversé six communes.  Les caractéristiques hydrologiques du Steïr sont données par la station hydrologique située sur la commune. Le débit moyen mensuel est de 3,87 m3/s. Le débit moyen journalier maximum est de 64,1 m3/s, atteint lors de la crue du 12 décembre 2000. Le débit instantané maximal est quant à lui de 89,5 m3/s, atteint le même jour.

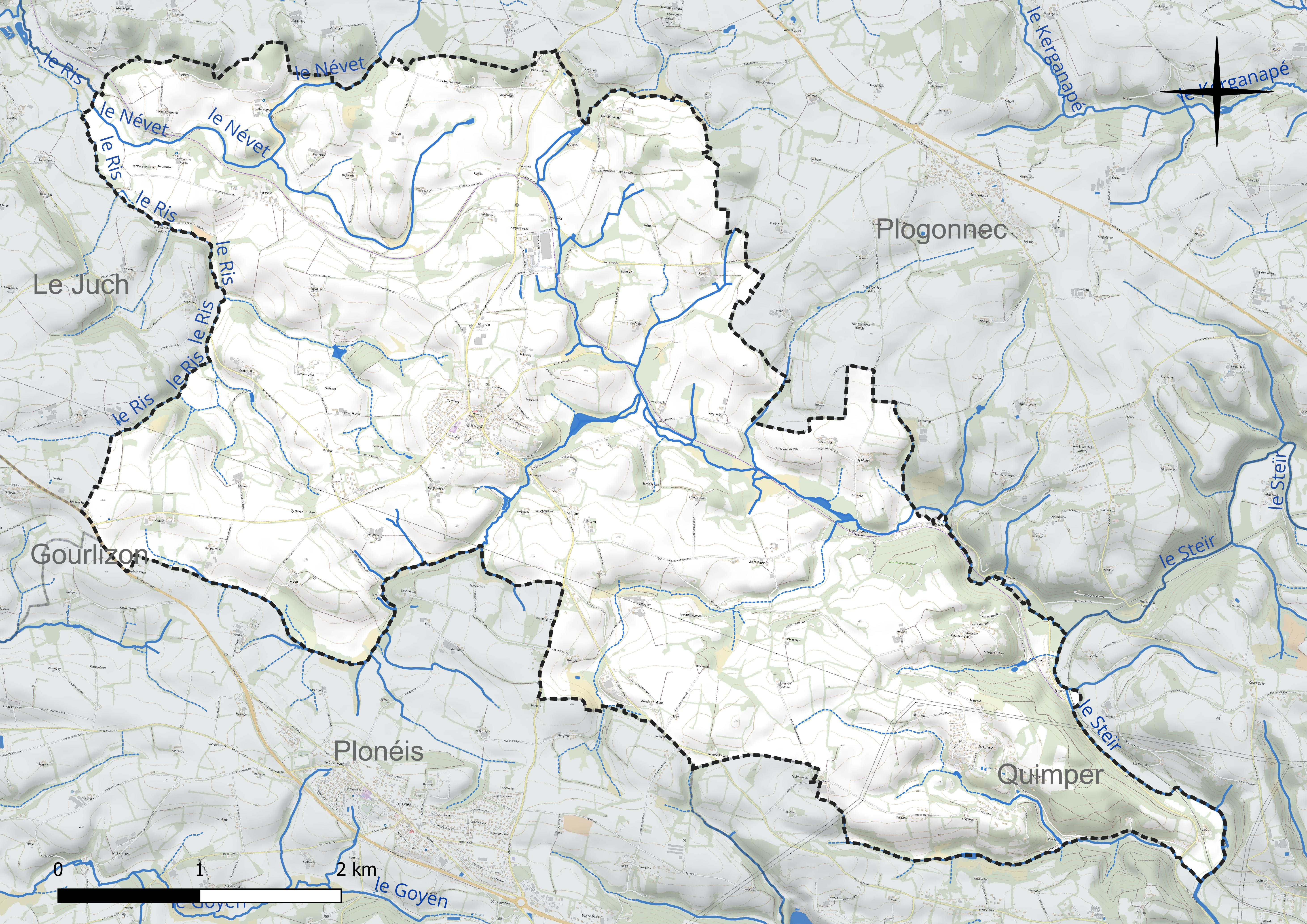
Réseau hydrographique de Guengat.

### Climat
Pour des articles plus généraux, voir Climat de la Bretagne et Climat du Finistère.
En 2010, le climat de la commune est de type climat océanique franc, selon une étude du CNRS s'appuyant sur une série de données couvrant la période 1971-2000. En 2020, Météo-France publie une typologie des climats de la France métropolitaine dans laquelle la commune est exposée à un climat océanique et est dans la région climatique  Bretagne orientale et méridionale, Pays nantais, Vendée, caractérisée par une faible pluviométrie en été et une bonne insolation. Parallèlement l'observatoire de l'environnement en Bretagne publie en 2020 un zonage climatique de la région Bretagne, s'appuyant sur des données de Météo-France de 2009. La commune est, selon ce zonage, dans la zone « Monts d'Arrée », avec des hivers froids, peu de chaleurs et de fortes pluies.  
Pour la période 1971-2000, la température annuelle moyenne est de 11,2 °C, avec  une amplitude thermique annuelle de 11 °C. Le cumul annuel moyen de précipitations est de 1 158 mm, avec 15,8 jours de précipitations en janvier et 8,7 jours en juillet. Pour la période 1991-2020, la température moyenne annuelle observée sur la station météorologique la plus proche, située sur la commune de Pluguffan à 7 km à vol d'oiseau, est de 12,1 °C et le cumul annuel moyen de précipitations est de 1 214,4 mm,. Pour l'avenir, les paramètres climatiques de la commune estimés pour 2050 selon différents scénarios d'émission de gaz à effet de serre sont consultables sur un site dédié publié par Météo-France en novembre 2022.

### Jumelage
La commune est jumelée à Landos (Haute-Loire) depuis 1998.

## Urbanisme

### Typologie
Au 1er janvier 2024, Guengat est catégorisée commune rurale à habitat dispersé, selon la nouvelle grille communale de densité à 7 niveaux définie par l'Insee en 2022.
Elle est située hors unité urbaine. Par ailleurs la commune fait partie de l'aire d'attraction de Quimper, dont elle est une commune de la couronne,. Cette aire, qui regroupe 58 communes, est catégorisée dans les aires de 200 000 à moins de 700 000 habitants,.

### Occupation des sols
L'occupation des sols de la commune, telle qu'elle ressort de la base de données européenne d'occupation biophysique des sols Corine Land Cover (CLC), est marquée par l'importance des territoires agricoles (87,6 % en 2018), en diminution par rapport à 1990 (89,8 %). La répartition détaillée en 2018 est la suivante : 
terres arables (39,5 %), zones agricoles hétérogènes (28,7 %), prairies (19,4 %), forêts (9,5 %), zones urbanisées (2,9 %). L'évolution de l'occupation des sols de la commune et de ses infrastructures peut être observée sur les différentes représentations cartographiques du territoire : la carte de Cassini (XVIIIe siècle), la carte d'état-major (1820-1866) et les cartes ou photos aériennes de l'IGN pour la période actuelle (1950 à aujourd'hui).

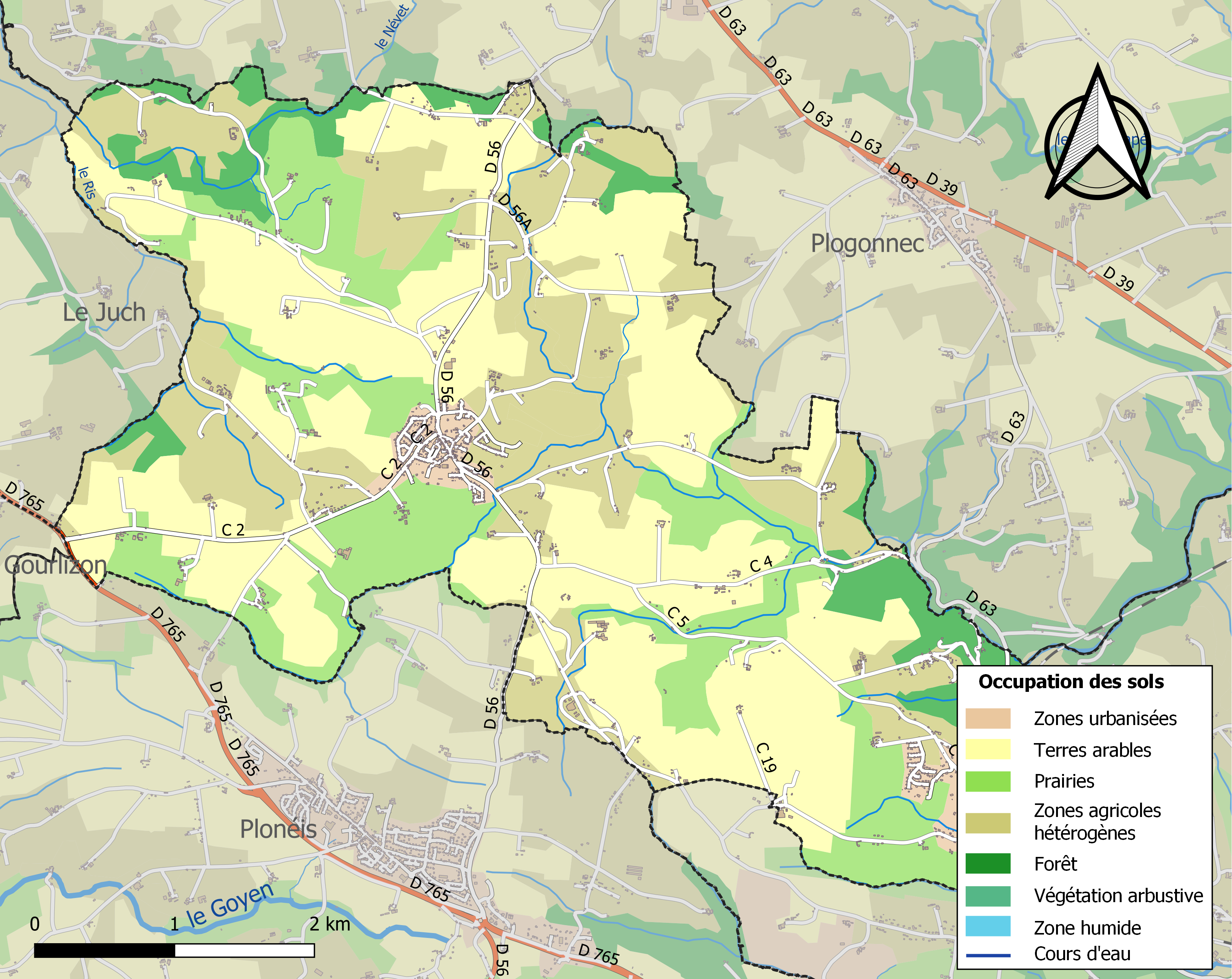
Carte des infrastructures et de l'occupation des sols de la commune en 2018 (CLC).

## Toponymie
Les formes anciennes attestées sont Les Guengat (1203), Guengat (1368), Guengart (1516), Guengat (1527), Guenegat (1529), Guengat (1536), Guenegat (1560), Gueueget (1630), Guenegat (1654).
En breton, le nom de la commune est Gwengad,. Le nom serait formé de gwenn (blanc) et de gad (lièvre) et signifierait donc « lièvre blanc ». Un ensemble de sentiers de la commune porte d'ailleurs ce nom. Selon une autre hypothèse, le nom serait formé de gwenn (blanc) et de kad (combat),.

## Histoire

### Préhistoire et Antiquité

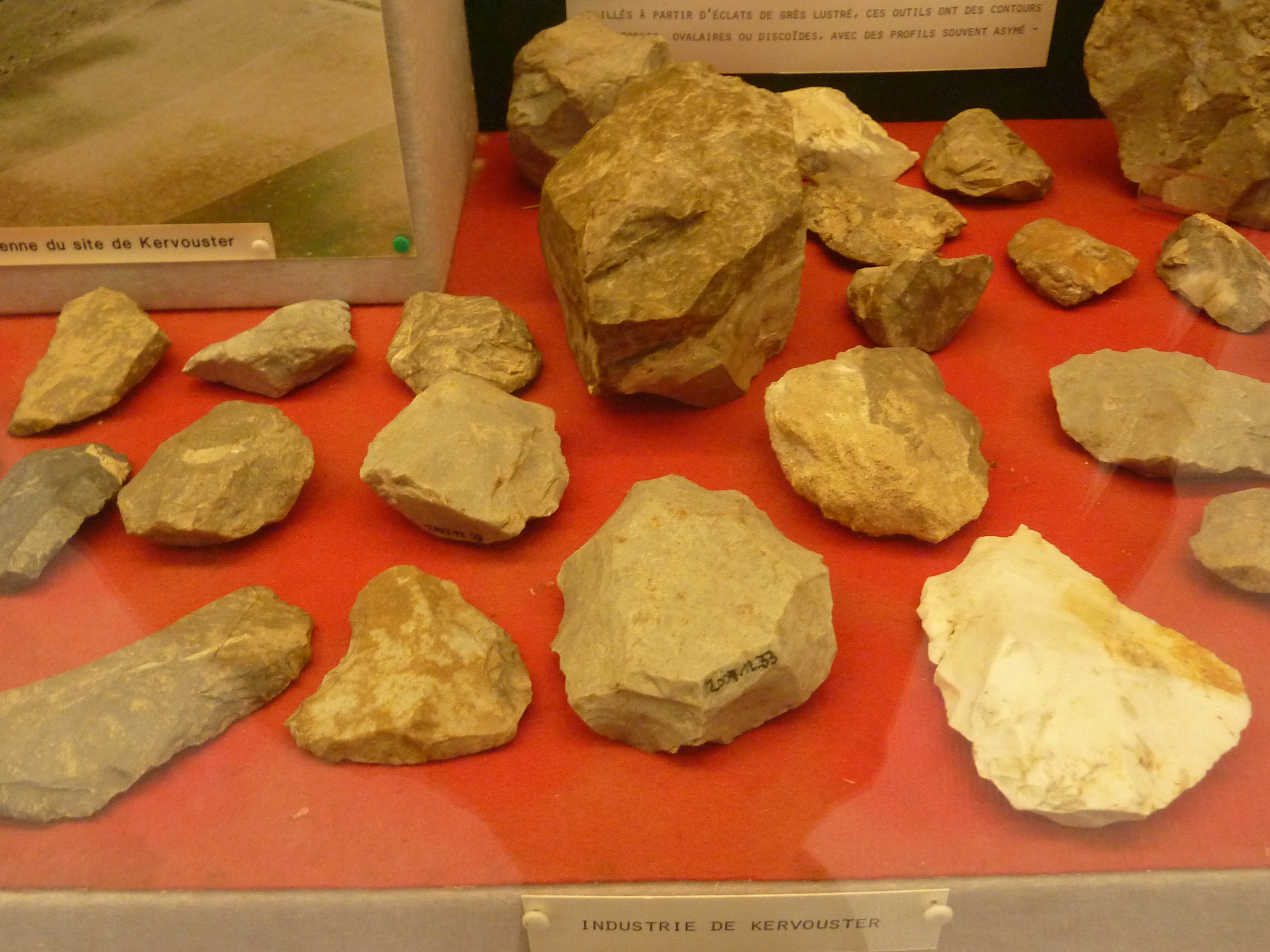
Divers objets d'industrie lithique trouvés sur le site de Kervouster (Musée de la Préhistoire finistérienne de Penmarc'h)

Guengat était habité lors de la Préhistoire. Un gisement moustérien, de tradition acheuléenne (type B), a été découvert dans le hameau de Kervouster. Fouillé de 1974 à 1977, il révèle trois niveaux occupés au paléolithique. Le premier comporte une fosse, le second, un atelier de taille d'outils lithiques, dans lequel sont découverts des bifaces,,.
La couche 2b présente une fosse arrondie de 1 m de diamètre, profonde de 40 cm, creusée dans un limon argileux et contenant de nombreux bifaces en grès lustré, souvent partiellement taillés. On y a également trouvé des lames, lamelles, percuteurs et racloirs. Le niveau 3b a fourni deux bifaces, ainsi que des éclats, racloirs, grattoirs et burins.

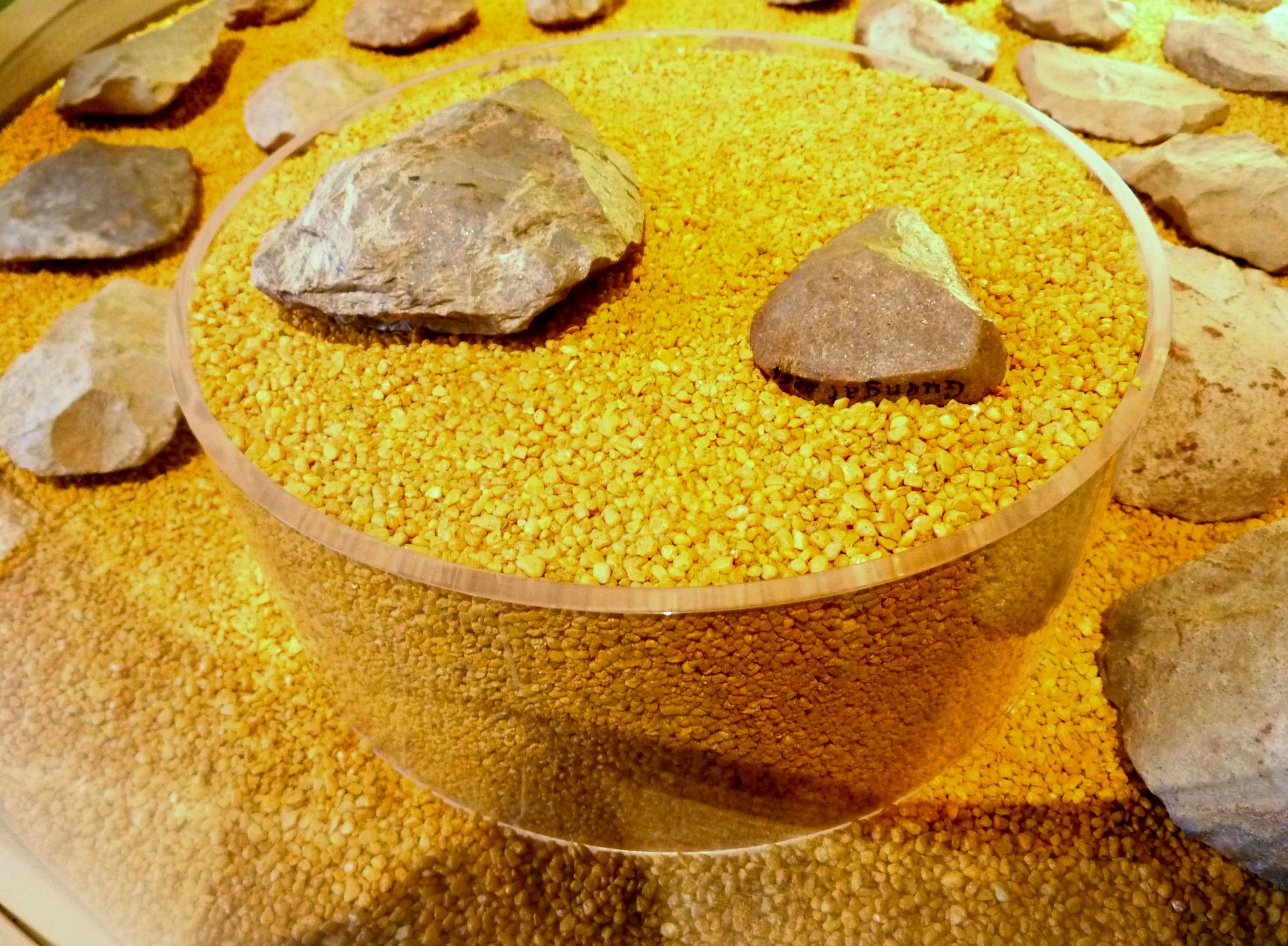
Deux bifaces datant de l'acheuléo-moustérien trouvés à Kervouster (Musée d'histoire et d'archéologie de Vannes)

### Moyen Âge
Guengat faisait partie du Quéménet (ou Kemenet) dont le siège se trouvait à Penhars, dit encore Quéménet-Even, à l'origine du nom de la commune de Quéménéven (car il aurait appartenu à Even, comte de Léon au Xe siècle, puis à sa descendance), châtellenie des vicomtes du Léon enclavée dans le comté de Cornouaille au XIIe siècle. Il est possible qu'elle se soit étendue à l'origine sur les deux pagi (« pays ») du Cap Sizun et du Cap Caval, mais, au XIIIe siècle, elle ne se composait plus que d'une douzaine de paroisses (dont Plouhinec, Plozévet, Pluguffan, Penhars, Plonéis, Guengat et Plogonnec) au sud-ouest et à l'ouest de Quimper.
En 1420 Jacques de Guengat était seigneur de Guengat et du lieu de Penanguerech. René de Saint-Alouarn y possédait le manoir de Saint-Alouarn, ainsi que ceux de Kerguignen et de Kerrozaël ; le manoir de Lescoët appartenait au sieur de Névet ; un autre manoir existait, celui de Kerangoan. Jehan de Guengat fut chambellan et conseiller du duc de Bretagne Jean V. En 1468 Guyomard de Guengat était seigneur de la paroisse de Guengat.
La famille noble de Guengat habitait le château de Guengat, qui était situé sur une butte de 143 mètres d'altitude très au nord du bourg, à la limite de Plogonnec : l'actuel lieu dit "Penn ar Menez" ; la vue couvrait une grande étendue, jusqu'à Plonéis, Douarnenez et la baie, Locronan et sa « montagne » et Plogonnec. Cette butte est encore cernée de vieux murs en petit appareil, dessinant une terrasse quadrangulaire de 75 mètres de long sur 60 de large. Le domaine de Guengat s'étendait sur une cinquantaine d'hectares. Les « de Guengat » possédaient des seigneuries à Elliant, Languidic, Brech, Plonévez-Porzay, Bannalec, Guipavas, Plogastel-Saint-Germain, Bieuzy et Pluméliau.
Le château de Guengat, mentionné pour la première fois en 1203, fut assiégé et pris par les Quimpérois au début de mars 1591.

### Époque moderne
.

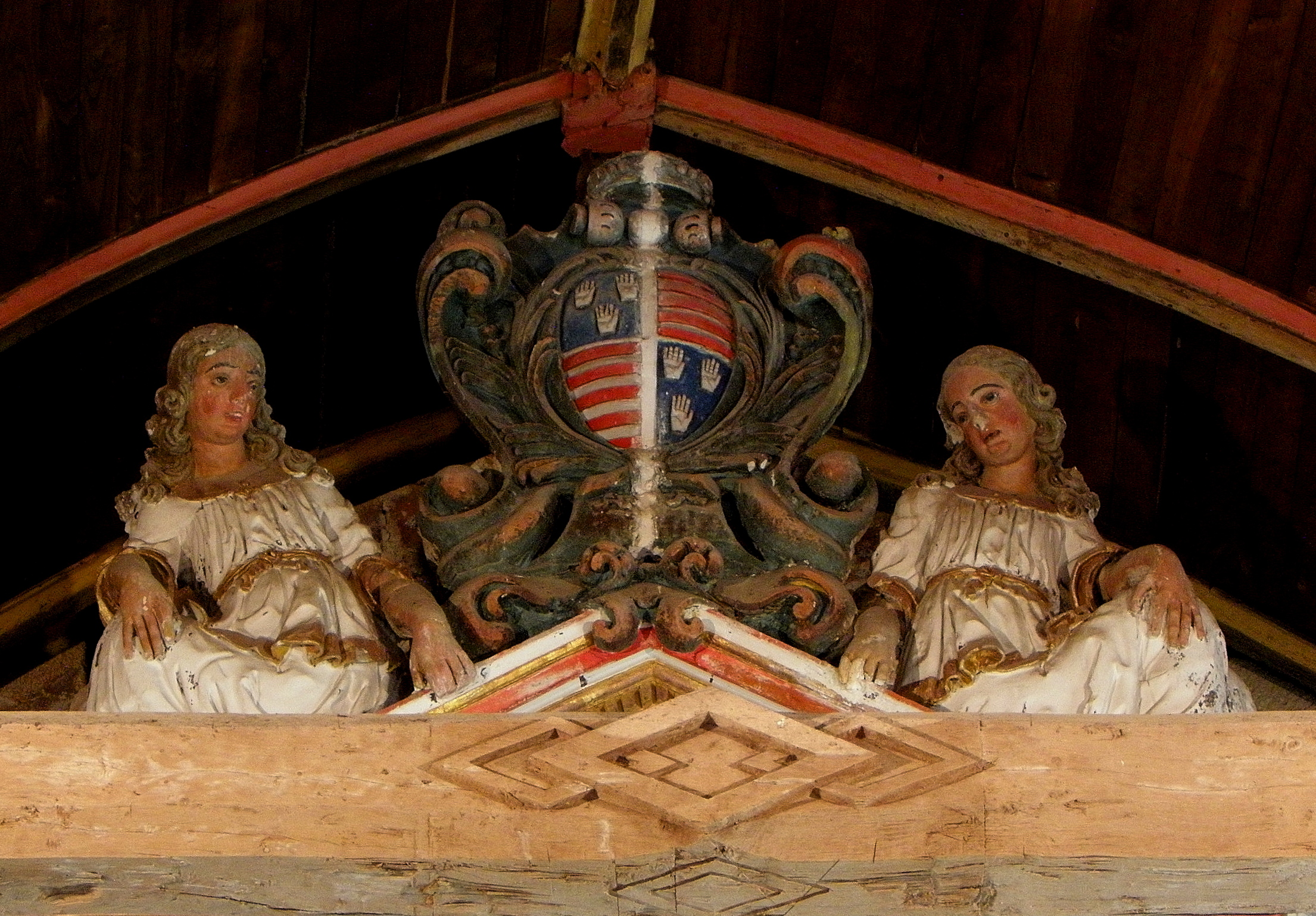
Armes d´alliance des familles de Guengat et Rimaison (Autel et retable de la descente de croix en la chapelle Saint-Nicodème, commune de Pluméliau (Morbihan)

Au XVIe siècle, Alain Ier de Guengat fut vice-amiral de Bretagne, devint avant 1513 gouverneur de Brest (en 1513, il vient secourir la région de Penmarc'h menacée par des Anglais qui avaient débarqué dans le port de Kérity) ; le 21 décembre 1518 François Ier fait un don de 3 600 livres tournois à Alain, seigneur de Guengat « à prendre sur les épaves d'un naufrage arrivé à Penhors, sur les côtes de Bretagne ». Alain Ier de Guengat fut fait prisonnier lors de la bataille de Pavie en 1525 alors qu'il accompagnait François Ier. Lors de la réformation de la noblesse de Bretagne de 1536, Jacques II de Guengat est qualifié de seigneur de Guengat et de Pennanguer ; il embrassa par la suite la religion réformée, soutint Henri IV pendant les guerres de Religion et son château fut attaqué et pris en 1590 par des Ligueurs ; « Du Bouettier, juveigneur de la maison du Bouettier, près Hennebont, et en titre de la seigneurie de Keranlhan, qui est une terre en Pleyben, ayant ramassé vingt-cinq ou trente brigandeaux comme lui, se saisit de la maison de Guengat, (…) où il se retrancha comme il put ; sans distinction de personne ni de parti, il pillait et ravageait, prenait prisonniers, pillait et tuait comme s'il eût été en terre de conquête (…), si bien que l'on fut forcé de l'assiéger, et il se défendit quelques semaines. (…) Deux ou trois ans après, le duc de Mercœur lui fit trancher la tête à Hennebont. (…) En ce siège de Guengat mourut des assiégeants grand nombre de paysans et gens de qualité, le sieur du Marhallach ». Jacques II de Guengat  attaqua Douarnenez vers 1593, mais ce fut un échec ; en février 1594 il parvint à prendre l'Île Tristan désertée temporaire par La Fontenelle et cette fois-ci Douarnenez, mais en mai 1595 La Fontenelle reprit ces lieux et fit prisonnier Jacques de Guengat. Ce dernier, libéré, se réfugia à Brest, abjura par la suite le protestantisme, mais fut fait chevalier de l'Ordre de Saint-Michel par Henri IV en 1603.

« Autrefois, le seigneur de Guengat jouissait du droit suivant : à la messe de minuit, le jour de Noël, l'officiant, avant de chanter la préface, lui présentait sur une assiette du pain et du vin. Le seigneur buvait et mangeait, puis le prêtre remontait à l'autel. »

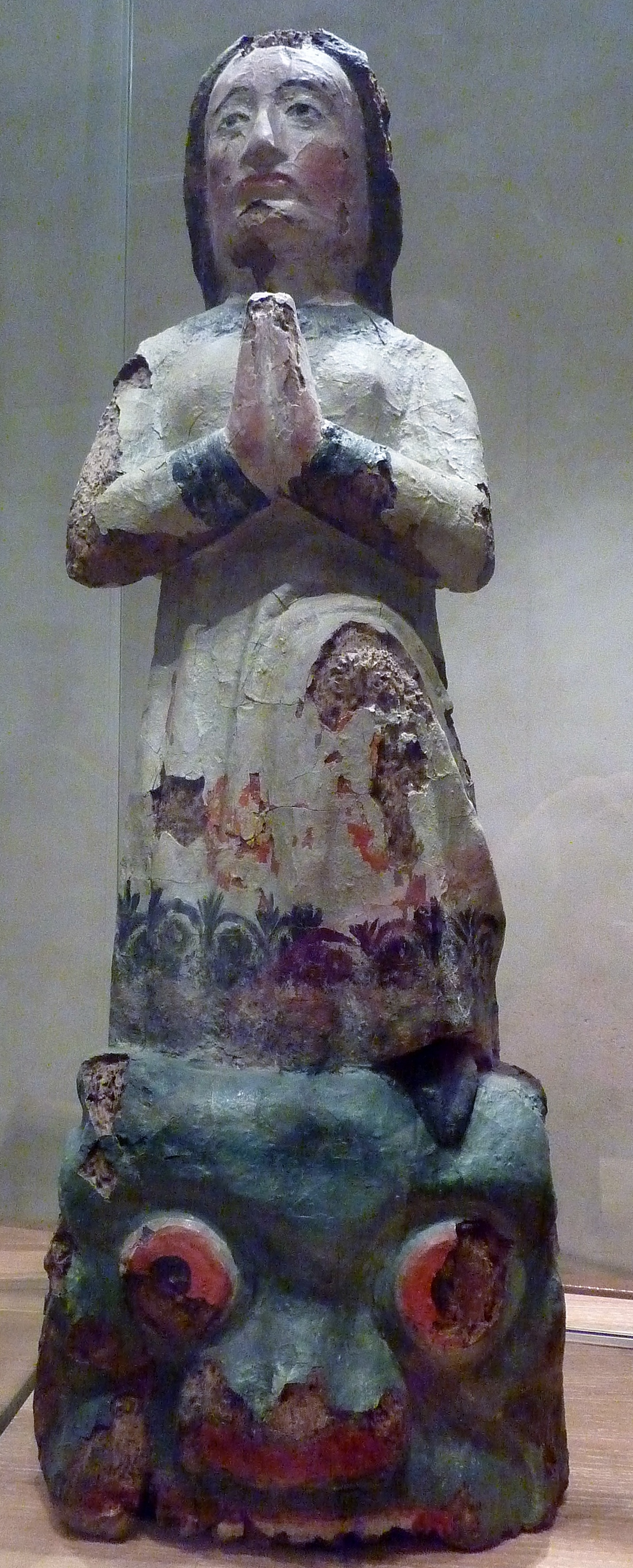
Guengat : statue de sainte Marguerite (bois peint, XVIe siècle, musée départemental breton)

La terre de Guengat est passée par la suite par héritage dans la maison de Gourgalay, branche de Cludon, puis passa aux mains des maisons du Cleux du Gage (par exemple en 1749 Jacques Claude de Cleuz, seigneur et marquis du Gage, est aussi seigneur du Cludon [en Plougonver], seigneur châtelain de Guengat, Lesascoët, Rimaison [en Bieuzy], (...), baron de Pestivien et du Bourgerel, (...) Grand voyer de Dol, lieutenant-colonel de la capitainerie garde-côtes de Lannion, etc...), puis de la famille Quemper de Lanascol (une plaque de cuivre conservée au presbytère de Guengat évoque la volonté de Charles Joseph François Quemper, seigneur de Lanascol, d'avoir sa tombe « au milieu du chœur de l'église de Guengat » ; elle est datée du 4 juillet 1781) et enfin de la famille Rimaison, etc..
En 1658, le père Julien Maunoir prêcha une mission à Guengat.
En 1706, la flèche de l'église s'écroule, entraînant la restauration du bâtiment. En 1707, cinq frairies (Pencran, Saint-Alouarn, Tyroual, le Bas, le Bourg) se partagent la paroisse.
La famille Aleno de Saint-Aloüarn, seigneur de Kervéguen en Guengat, était déjà représentée aux montres de 1426 et 1526. Les gisants, datant de 1426, d'Hervé de Saint-Aloüarn et de Marie de Trégain se trouvent dans l'église paroissiale. En 1771 et 1772, le lieutenant de vaisseau Louis Aleno de Saint-Aloüarn est le second d'Yves de Kerguelen lors de ses explorations dans les mers australes. Après la découverte des îles Kerguelen, les deux marins se séparent. Tandis que de Kerguelen se dirige avec son navire La Fortune vers les Mascareignes, Louis de Saint-Aloüarn, capitaine de la gabare Le Gros-Ventre, met le cap au nord-est et découvre le 18 mars 1772 la côte occidentale de l'Australie. Il en prend possession au nom du roi Louis XV. Il décède à Port-Louis (Ile Maurice) le 27 octobre 1772.
Un arrêt du Conseil du roi en date du 13 mars 1742, « portant règlement pour les Toiles à voiles qui se fabriquent à Lokornan, Poulan, Plonevez, Porzay, Mahalon, Melard, Plomodiern, Ploveren, Saint-Nie, Cast, Quemeneven, Guengat et autres lieux des environs en Bretagne » ordonne « que les dites Toiles feront marquées aux deux bouts des noms et demeures des fabriquans, ou de ceux qui font fabriquer» et « marquées comme deffus de la marque du bureau [des toiles] ». Vers le milieu du XVIIIe siècle on  dénombrait 150 métiers à tisser à Locronan, 55 à Plonevez-Porzay, 36 à Quéménéven, 30 à Cast, 24 à Guengat, 20 à Ploeven, etc.
En 1759, une ordonnance de Louis XV ordonne à la paroisse de Guengat de fournir quatorze hommes et de payer 91 livres pour « la dépense annuelle de la garde-côte de Bretagne ».
Jean-Baptiste Ogée décrit ainsi Guengat en 1778 :

« Guengat, à deux lieues au nord-ouest de Quimper, son évêché, sa subdélégation et son ressort, et à 40 lieues de Rennes. On y compte 1 000 communiants, la cure est à l'alternative. (...) La haute justice de Guengat et de Lescouet, avec deux autres moyennes de ce territoire, s'exercent tantôt à Châteaulin et tantôt à Loc-renan, c'est-à-dire six mois dans un endroit, et six mois dans l'autre. Ce territoire produit du froment, du seigle et autres grains ; on y voit peu de landes. »

### Révolution française
Le cahier de doléances de Guengat est rédigé le 7 avril 1789 par une vingtaine de participants (la paroisse comptant alors 101 feux) « rassemblés au son de la cloche », en présence de Maître Jean Olivier Mancel, notaire de la juridiction de Guengat et Lozachmeur ; la paroisse, qui comprenait alors cent feux, choisit Hervé Bernard et Guillaume Le Douy comme délégués pour la représenter à l'assemblée du tiers-état de la sénéchaussée de Quimper. Parmi les demandes contenues dans ce cahier de doléances, « que la justice ne se rende plus qu'au nom du roi ; que la justice au nom des seigneurs soit supprimée », « que [tous] (...) les citoyens (...) contribuent à l'entretien des chemins publics (...) et au logement des gens de guerre », « que le domaine congéable soit converti en censive ».
La famille Aléno de Saint-Aloüarn, propriétaire d'un domaine immense à Guengat, mais qui habitait principalement dans un hôtel particulier de la rue Saint-Mathieu à Quimper ou au manoir de la Villeneuve en Plomeur, émigra à Jersey en 1792 (Auguste-Marie de Saint-Aloüarn décéda le 15 avril 1796 à Jersey) ; Aimé Aleno de Saint-Aloüarn, né en janvier 1765 à Saint-Tugdual, fils de Louis Aleno de Saint-Aloüarn et officier de marine, royaliste, « venu à Paris pour faire un rempart de son corps au meilleur des Rois et à son auguste famille », condamné à mort par le tribunal révolutionnaire de Paris, fut guillotiné le 1er thermidor an II (19 juillet 1794) à Paris. Les biens de la famille furent déclarés biens nationaux et les bois furent alors dévastés, les beaux arbres vendus, utilisés par des charpentiers de marine de Brest, en 1794-1795. Le manoir de Saint-Alouarn, et de nombreux autres biens de la famille, furent vendus le 9 vendémiaire an IV (1er décembre 1795), achetés par François Guérin, négociant à Quimper, lequel les revendit après avoir exploité les bois, le 2 prairial an XI (22 mai 1803), divisés en trois parts, à trois habitants de Guengat : Jérôme Le Floch, Pierre Jugeau et Allain Jugueau ; une bonne partie fut rachetée par la suite le 9 avril 1834 par Pierre Auguste Marie Chuto.
François-Marie Gorgeu, recteur de Guengat s'exila au couvent des Franciscains de Saint-Clément dans le diocèse de Cuenca (Espagne) et son vicaire Louboutin s'exila aussi en Espagne pendant la Révolution française.
Pendant la Révolution française, la grande croix processionnelle de Guengat fut cachée dans un champ, à la limite de la paroisse ; les hasards du cadastre firent que ce champ se trouva dépendre de la commune de Plonéis et, lorsqu'elle fut déterrée, les habitants de cette commune rechignèrent à la rendre à Guengat.
Le 30 octobre 1799, une troupe de soixante hommes armés arriva dans la soirée dans le bourg de Guengat, commandés par Bonaventure se présentèrent chez Plaud, prêtre assermenté, le maltraitèrent, le dévalisèrent et lui furent promettre de rétracter son serment de fidélité à la Constitution civile du clergé ; ils extorquèrent aussi de l'argent à plusieurs habitants du bourg avant de se retirer.

### LeXIXesiècle
Pierrick Chuto a largement décrit Guengat au XIXe siècle dans son livre "Le maître de Guengat" principalement consacré à un de ses ancêtres, Pierre Auguste Marie Chuto, qui fut maire de Guengat entre 1846 et 1871.

#### Guengat pendant la première moitié duXIXesiècle
En 1815, plusieurs notables de la commune se plaignent de l'attitude scandaleuse du maire, Jérôme Le Floch, qui exige d'eux par la force le paiement de contributions illégales et demandent sa suspension, le qualifiant d'« ivrogne et tout à fait incapable de gérer l'administration ». Il fut suspendu, puis révoqué.
En 1832, l'église paroissiale Saint-Fiacre tombe en ruines (un orage violent avait déjà détruit son clocher en 1706 et endommagé le bas-côté sud), son toit est en très mauvais état et l'église prend l'eau/ Mais les caisses de la commune, ainsi que celles de la fabrique, sont vides ; les travaux furent remis à plus tard et enfin réalisés vers 1840, ce qui permit de sauver l'église : un confessionnal date de 1840, le maître-autel de 1843 (confectionné avec des panneaux de l'ancienne chaire à prêcher) et les vitraux furent restaurés.
En 1838, le préfet du Finistère écrit : « Le canton (...) renferme une grande quantité de terres incultes et pourtant de bonne qualité et bordant une côte qui produit en abondance le varech, précieux engrais. La population, qui se nourrit mal, est chétive et étiolée ». À Guengat comme ailleurs, l'alimentation à base de bouillie d'avoine, de soupe, de crêpes, de lait, de pain, est trop pauvre en viandes. Lors des travaux pénibles, les femmes apportent du lard fumé aux hommes qui sont aux champs et, au souper, certains soirs, un morceau de viande leur redonne des forces.

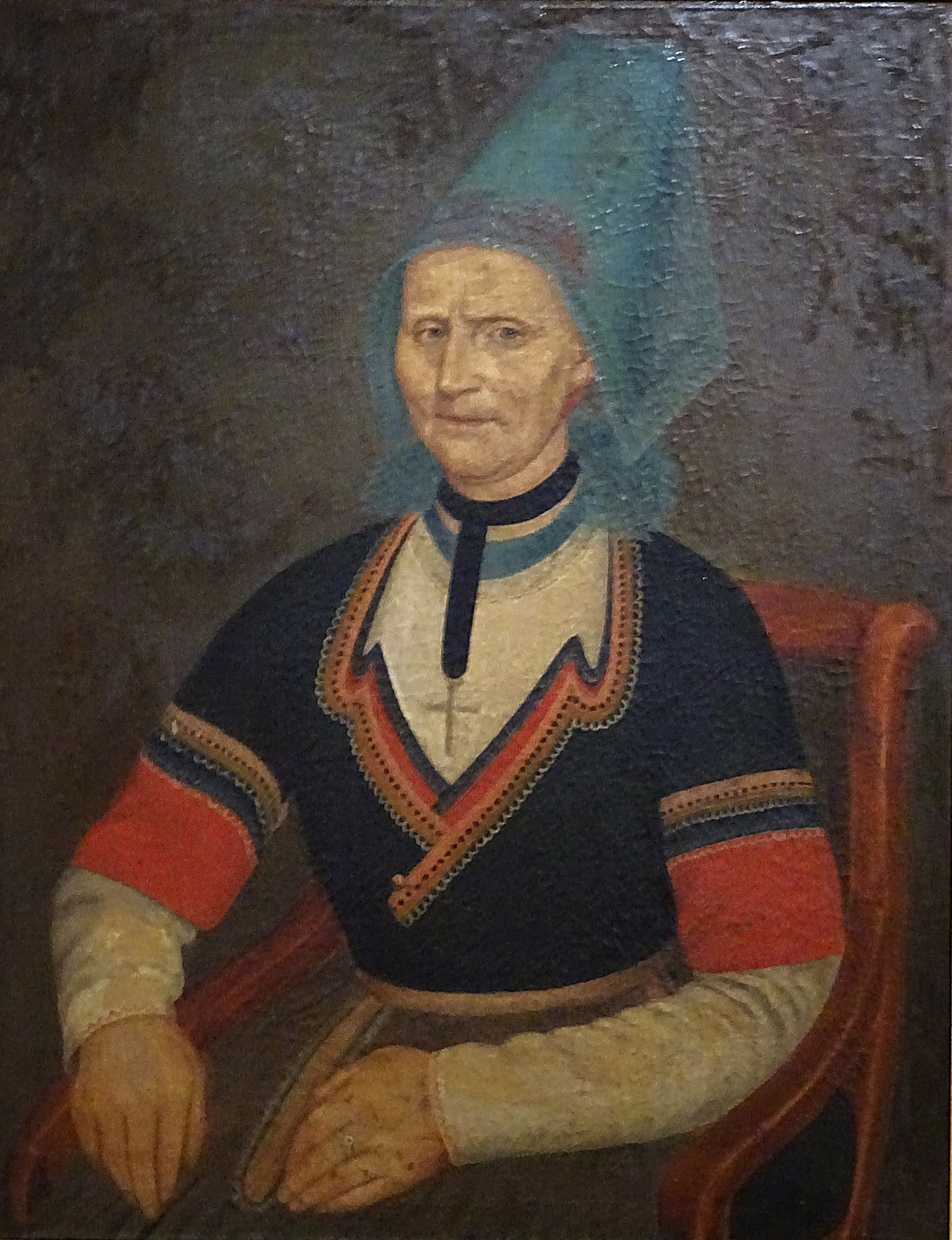
Anonyme ː Portrait de Marie-Jeanne Hascoët (de Guengat) (vers 1845, huile sur toile, musée départemental breton de Quimper).

En 1843, A. Marteville et P. Varin, continuateurs d'Ogée décrivent ainsi Guengat :

« Guengat (sous l'invocation de saint Fiacre, solitaire), commune formée par l'ancienne paroisse de ce nom ; aujourd'hui succursale. (...) Principaux villages : Kerfrété, Keramouster, Rumerdy, Kergaradec, Lanvon, Tymoulec, Keresquer, Kervéguen. Maisons remarquables : manoirs de Roscoat, de Launay, de Saint-Alouarn, de Guengat. Superficie totale 2271 hectares dont (...) terres labourables 1137 ha, prés et pâtures 211 ha, bois 175 ha, landes et incultes 656 ha (...). Moulins : 7 (de Launay, de Saint-Alouarn, de Kervroac'h, de Lanhanlou, Roux, de Guengat, de Keramouster. (...) Géologie : constitution granitique ; micaschiste au nord du bourg ; quelques points de granite amphibolite. On parle le breton. »

En 1846, Guengat enregistre 51 décès, près du double de la moyenne annuelle : depuis 1844, le mildiou, en raison d'étés humides, frappa les plants de pommes de terre, privant les plus pauvres de leur nourriture quotidienne principale. Le 14 juin 1847, le conseil municipal vote une somme de 750 francs pour secourir les indigents, dont le nombre s'accroît.

#### L'école de Guengat
Guengat ne possédait pas d'école. Le 14 décembre 1848, le conseil municipal écrit : « Les ressources municipales ne permettent pas de songer à une construction [d'une école] et [le conseil] prie Monsieur le maire d'aviser au moyen de se procurer par location pour la Saint-Michel prochaine une maison pour l'installer ». Le 26 mars 1854, les élus « consentent à l'établissement d'une école primaire, à la condition expresse que la direction en soit confiée à un ecclésiastique (qui aidera aussi le recteur ». Ladite école ouvre en octobre 1854 dans une partie d'une maison assez délabrée ("Ty skol coz", au nord-ouest de l'église, démolie depuis ; son emplacement est actuellement occupé par un parking) louée par le maire ; le premier instituteur nommé est l'abbé Jean Quideau. En 1858, le conseil municipal vote l'achat de livres pour les élèves indigents et l'acquisition de meubles pour la salle d'école car lorsque l'effectif est au complet (ce qui est rare); certains enfants doivent rester debout, faute d'un nombre suffisant de tables et de bancs. L'inspecteur primaire écrit que l'école n'a pas de lieux d'aisance et que la salle d'école est indigne de recevoir des élèves. En 1863, le maire écrit que l'état de la maison d'école ne permet pas d'y loger une famille et que, l'époque de la fenaison et de la récolte étant arrivée, aucun élève ne se présenterait. En décembre 1863, 3 élèves seulement fréquentent l'école : « Il n'y a dans la classe ni cheminée, ni poêle » ; en mai 1864, sur 18 élèves inscrits, 14 sont présents, mais il pleut dans la salle de classe. En 1878, l'école n'accueille que 14 élèves sur les 32 inscrits : il est vrai que l'instituteur est alcoolique... Entre 1852 et 1882, 21 instituteurs, la plupart peu compétents, voire pour certains alcooliques, se sont succédé à Guengat, aucun ne voulant y rester en raison de l'exiguïté du logement proposé (une pièce) et du mauvais état de la maison d'école. Il fallut attendre 1881 pour qu'une mairie-école, dont les plans sont dus à Joseph Bigot, soit enfin construite : la mairie est entourée à gauche par la classe des garçons et à droite par celle des filles ; un logement à l'étage peut accueillir un couple d'instituteurs ; deux préaux couverts, trois latrines et deux urinoirs sont prévus.

#### Guengat pendant la2emoitié duXIXesiècle

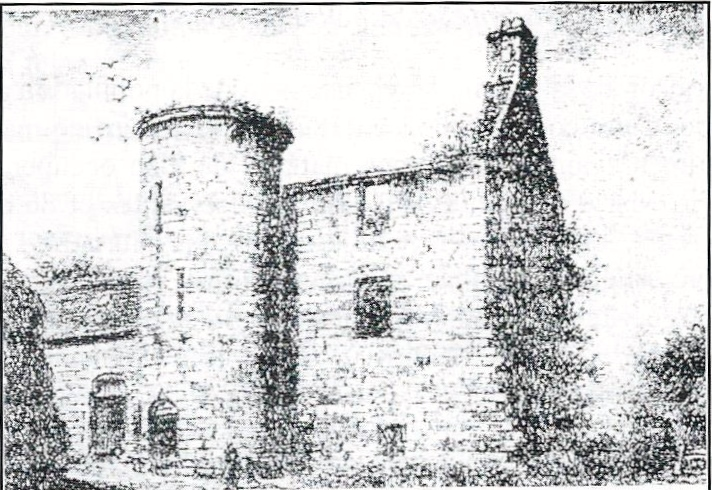
Le manoir de Saint-Alouarn vers 1880 (dessin de Louis Le Guennec)

Lors du recensement de 1851, Guengat comptait 109 propriétaires-cultivateurs, 90 fermiers et domaniers, 144 journaliers, 298 domestiques ; 12 personnes travaillaient dans le bâtiment, 23 dans l'habillement (tailleurs, couturières, etc.) ; la commune comptait à cette date 27 mendiants et indigents.
Guengat faisait partie, ainsi que d'autres communes comme Plonéis, Briec et Plogastel-Saint-Germain, des localités voisines de Quimper dont des familles, le plus souvent très pauvres et trouvant là le moyen de gagner quelque argent, accueillaient de nombreux enfants naturels abandonnés (53 à Guengat en 1861) mis en nourrice placés par l'hospice de Quimper ; beaucoup d'entre eux décédaient en raison de la médiocrité des soins qui leur étaient prodigués.
Un comice agricole se tint à Guengat le 14 septembre 1868.

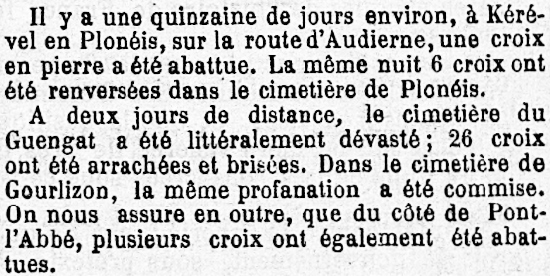
Des malfaiteurs briseurs de croix qui sévissaient à Plonéis, Guengat, Gourlizon et Pont-l'Abbé en 1885 (journal Le XIXe siècle du 9 janvier 1885).

Une épidémie de variole frappa Guengat en 1870 et 1871 (la commune enregistre 62 décès en 1870 et 69 en 1871 contre 29 seulement en 1869), favorisée par l'absence d'hygiène, les barrières psychologiques et financières et les tabous religieux : on préfère implorer saint Roch ou saint Sébastien qu'appeler le médecin. En décembre 1885 et jusqu'en février 1886 une épidémie de choléra frappa 12 malades et fit 5 morts dans la commune et nécessita un arrêté du maire de Guengat interdisant notamment de prendre de l'eau dans les puits de la commune, à l'exception de la fontaine Saint-Fiacre, et de jeter sur le sol aucune déjection provenant des maisons où se trouvaient des malades.
Une mission est organisée à Guengat au printemps 1880 ; en cette occasion deux bannières neuves furent achetées, l'église paroissiale fut restaurée, la croix du cimetière également et une croix de mission fut édifiée
Un rapport du Conseil général du Finistère indique en août 1880 que Guengat fait partie des 27 communes de plus de 500 habitants du Finistère qui n'ont encore aucune école de filles.
La ligne de chemin de fer allant de Quimper à Douarnenez ouvre le 7 avril 1884 ; elle dessert notamment la gare de Guengat.
En 1891, le placître, qui contenait de nombreux arbres dut être agrandi, le cimetière étant devenu trop petit.

### LeXXesiècle

#### LaBelle Époque
En 1902, le conseil municipal de Guengat éleva une protestation contre les expulsions des religieuses des écoles et demandant leur réintégration.
Crouan, commissaire de police à Pont-L'Abbé, écrit en décembre 1902 que la commune de Guengat « paraît l'une des plus arriérées du canton, au point de vue du français, et l'enseignement religieux dans notre langue nationale y serait fort peu compris ».
Le 16 janvier 1903, Émile Combes, président du Conseil, fit rire la Chambre des députés en rapportant que « dans une seule commune, Guengat, l'instituteur et l'institutrice sont d'accord pour déclarer qu'aucun de leurs élèves n'est capable de suivre le catéchisme en français. Je ne ferai pas compliment à l'instituteur et à l'institutrice du résultat de leurs leçons ».

#### La Première Guerre mondiale

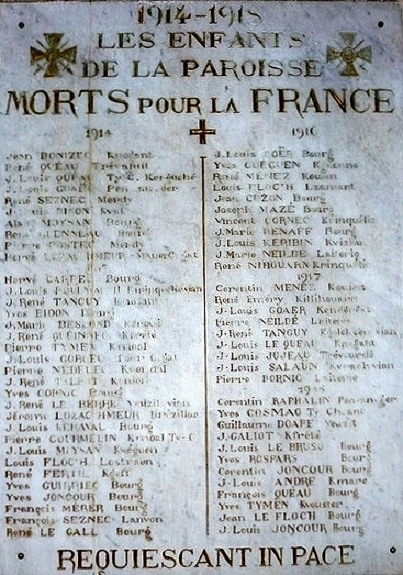
Panneau commémoratif des morts pour la France de Guengat pendant la Première Guerre mondiale

Le monument aux morts de Guengat, édifié en 1920 grâce à une souscription, porte les noms de 69 soldats et marins morts pour la France pendant la Première Guerre mondiale ; parmi eux quatre  sont décédés sur le front belge, dont trois (Jean Guenneau, Jean Le Quéau, Alain Moysan) le 22 août 1914 lors des combats de Rossignol et Maissin, le quatrième (François Le Quéau) le 25 avril 1918 à Poperinghe ; deux sont décédés lors de l'expédition de Salonique : J. R. Quéinniec, matelot, en 1915 à Brindisi (Italie) et Corentin Joncour le 18 novembre 1918 à Salonique (Grèce) ; un (Yves Cosmao) est mort alors qu'il était prisonnier en Allemagne ; les autres sont décédés sur le sol français : parmi eux, trois (Jean Bidon et Jean Poulmarc'h, tous deux soldats au 318e régiment d'infanterie, tués le même jour le 27 août 1914 à Sailly-Saillisel (Somme) ainsi que René Le Gall, tué le 5 juin 1916 à Esnes-en-Argonne (Meuse) ont été décorés à la fois de la Médaille militaire et de la Croix de guerre.
Le nom d'un poilu oublié, Alain Cosquéric, décédé selon un jugement de 1921 le 7 août 1914 à Normée (Marne), mais probablement disparu en fait le 7 ou le 8 septembre 1914 lors de la Première bataille de la Marne, a été rajouté sur le monument aux morts de Guengat le 12 mai 2019.

#### L'entre-deux-guerres
En 1929, Louis Le Guennec évoque le moulin de Saint-Alouarn : « Du manoir de Saint-Alouarn, il ne reste qu'une tour découronnée, mais son ravissant moulin vire encore au creux du vallon et, dans les pierres effritées de sa façade, l'oisive fantaisie d'un garçon meunier d'autrefois a creusé de multiples signes et emblèmes, souvent pieux, parfois étranges, quasi-cabalistiques. Quiconque saurait les déchiffrer, assure-t-on, apprendrait en quel recoin de l'étang  gît le trésor des vieux seigneurs ».

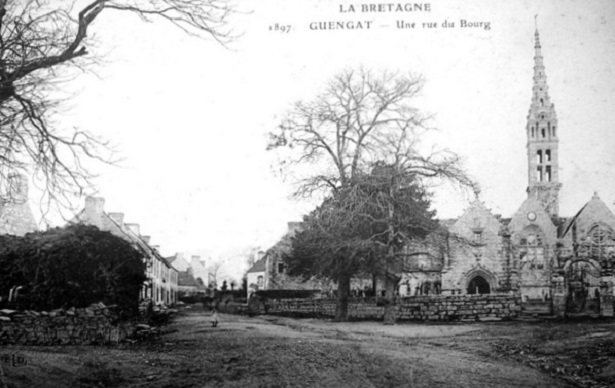
Le bourg de Guengat vers 1920 (carte postale).

#### La Seconde Guerre mondiale
Le monument aux morts de Guengat porte les noms de six personnes mortes pour la France pendant la Seconde Guerre mondiale ; parmi elles Pierre Limousière, matelot chauffeur à bord du cuirassé Bretagne, mort lors de son naufrage le 3 juillet 1940 pendant la bataille de Mers el-Kébir ; Jean Marie Cornic, mort le 16 mai 1940  à Brunehamel (Aisne) pendant la Débâcle ; Louis Cornic, mort le 16 juin 1940 à Hoymille (Nord), aussi pendant la Débâcle ; Guillaume Cornic, mort le 18 août 1940 à Selsingen (Allemagne) ; et Jean Olier, décédé le 12 juillet 1944 à Guengat.
Le 22 décembre 1943, six « bandits armés et masqués » (des résistants ?) attaquèrent un cultivateur de Guengat, Pérennou, et le blessèrent avant de s'enfuir.
Le 21 mai 1944, six wagons sont endommagés, ainsi que le dépôt de la petite vitesse, lors du mitraillage de la gare de Guengat.

#### L'après Seconde Guerre mondiale
La base d'aéronautique navale de Quimper-Guengat, créée le 1er juillet 1968, a été fermée en 1998 après le transfert d'une partie des missions sur la base de Lann-Bihoué. 
Le cimetière, situé jusque-là autour de l'église dans le placître, fut déplacé à son emplacement actuel vers 1975.

### LeXXIesiècle

#### La "zone d'activités de la Base"
La "zone d'activités de la Base", créée après la fermeture de la base d'aéronautique navale, est restée à ce jour un échec, car, enclavée, très peu d'entreprises s'y étant installées, car celles-ci sont attirées par l'est de l'agglomération quimpéroise, au voisinage de la voie expresse route nationale 165. Pour tenter d'y remédier, Quimper Bretagne Occidentale a décidé de mettre les terrains aménagés en vente à 1 euro le m².
Dans la décennie 2020, quelques entreprises s'y installent toutefois, par exemple les "cycles Bertin" en 2023, ainsi que "Cadiou chaudronnerie plastique", qui déménage de Locronan pour s'installer sur une parcelle de 12 000 m².

#### Le projet de fusion avec Le Juch et Gourlizon
En septembre 2023 les conseils municipaux des trois communes de Guengat, Le Juch et Gourlizon approuvent le projet de création d'une commune nouvelle les réunissant afin de faire des économies de gestion ; mais les trois communes appartiennent à trois intercommunalités différentes et, pour l'instant, le siège et le nom de l'éventuelle commune nouvelle ne sont pas encore décidés.
Mais en mars 2024 Guengat décide d'abandonner ce projet, la commune voulant rester dans Quimper Bretagne occidentale alors que Le Juch veut rester dans Douarnenez Communauté et que Gourlizon accepterait d'y adhérer.

## Population et société

### Démographie

#### Évolution démographique
L'évolution du nombre d'habitants est connue à travers les recensements de la population effectués dans la commune depuis 1793. Pour les communes de moins de 10 000 habitants, une enquête de recensement portant sur toute la population est réalisée tous les cinq ans, les populations de référence des années intermédiaires étant quant à elles estimées par interpolation ou extrapolation. Pour la commune, le premier recensement exhaustif entrant dans le cadre du nouveau dispositif a été réalisé en 2004.
En 2022, la commune comptait 1 836 habitants, en évolution de +4,38 % par rapport à 2016 (Finistère : +2,16 %, France hors Mayotte : +2,11 %).
| 1793 | 1800 | 1806 | 1821  | 1831  | 1836  | 1841  | 1846  | 1851  |
| ---- | ---- | ---- | ----- | ----- | ----- | ----- | ----- | ----- |
| 753  | 966  | 863  | 1 012 | 1 094 | 1 180 | 1 212 | 1 256 | 1 213 |

| 1856  | 1861  | 1866  | 1872  | 1876  | 1881  | 1886  | 1891  | 1896  |
| ----- | ----- | ----- | ----- | ----- | ----- | ----- | ----- | ----- |
| 1 239 | 1 231 | 1 205 | 1 079 | 1 172 | 1 228 | 1 395 | 1 470 | 1 503 |

| 1901  | 1906  | 1911  | 1921  | 1926  | 1931  | 1936  | 1946  | 1954  |
| ----- | ----- | ----- | ----- | ----- | ----- | ----- | ----- | ----- |
| 1 504 | 1 506 | 1 502 | 1 372 | 1 296 | 1 168 | 1 105 | 1 045 | 1 016 |

| 1962  | 1968  | 1975  | 1982  | 1990  | 1999  | 2004  | 2006  | 2009  |
| ----- | ----- | ----- | ----- | ----- | ----- | ----- | ----- | ----- |
| 1 009 | 1 001 | 1 198 | 1 588 | 1 604 | 1 471 | 1 648 | 1 688 | 1 633 |

| 2014  | 2019  | 2022  | - | - | - | - | - | - |
| ----- | ----- | ----- | - | - | - | - | - | - |
| 1 740 | 1 828 | 1 836 | - | - | - | - | - | - |

Par sa population, Guengat est la 484e des 1 269 municipalités de Bretagne, la 6 838e de France, la 136e du département du Finistère, la cinquantième de l'arrondissement de Quimper et la troisième du canton de Douarnenez. Par sa densité, c'est la 600e de Bretagne, la 11 326e de France, la 157e du Finistère, la 51e de l'arrondissement de Quimper et la deuxième du canton de Douarnenez.
Avec 1 805 habitants en 2018, Guengat a enregistré une hausse de sa population de 5,4 % en 5 ans, ce qui en fait la deuxième commune la plus dynamique de Quimper Bretagne Occidentale après Plonéis.

#### Pyramide des âges
La population de la commune est relativement jeune.
En 2018, le taux de personnes d'un âge inférieur à 30 ans s'élève à 33,4 %, soit au-dessus de la moyenne départementale (32,5 %). À l'inverse, le taux de personnes d'âge supérieur à 60 ans est de 26,3 % la même année, alors qu'il est de 29,8 % au niveau départemental.
En 2018, la commune comptait 916 hommes pour 889 femmes, soit un taux de 50,75 % d'hommes, largement supérieur au taux départemental (48,59 %).
Les pyramides des âges de la commune et du département s'établissent comme suit.
| Hommes | Classe d’âge | Femmes |
| ------ | ------------ | ------ |
| 0,4    | 90 ou +      | 0,6    |
| 6,9    | 75-89 ans    | 7,9    |
| 17,3   | 60-74 ans    | 19,4   |
| 21,8   | 45-59 ans    | 18,6   |
| 20,3   | 30-44 ans    | 20,1   |
| 12,9   | 15-29 ans    | 13,9   |
| 20,4   | 0-14 ans     | 19,6   |

| Hommes | Classe d’âge | Femmes |
| ------ | ------------ | ------ |
| 0,7    | 90 ou +      | 2,2    |
| 7,8    | 75-89 ans    | 11,5   |
| 19,2   | 60-74 ans    | 20,1   |
| 20,8   | 45-59 ans    | 19,7   |
| 17,7   | 30-44 ans    | 16,6   |
| 17,1   | 15-29 ans    | 14,7   |
| 16,8   | 0-14 ans     | 15,2   |

#### Structure de la population
| Durée (ans) | Proportion des foyers (%) |
| 0 - 1       | 6                         |
| 2 - 4       | 16                        |
| 5 - 9       | 17                        |
| 10 ou plus  | 61                        |

|                | Proportion des habitants (%) |
| Couples mariés | 56,3                         |
| Célibataires   | 33,7                         |
| Veuf(ve)s      | 6,8                          |
| Divorcé(e)s    | 3,2                          |

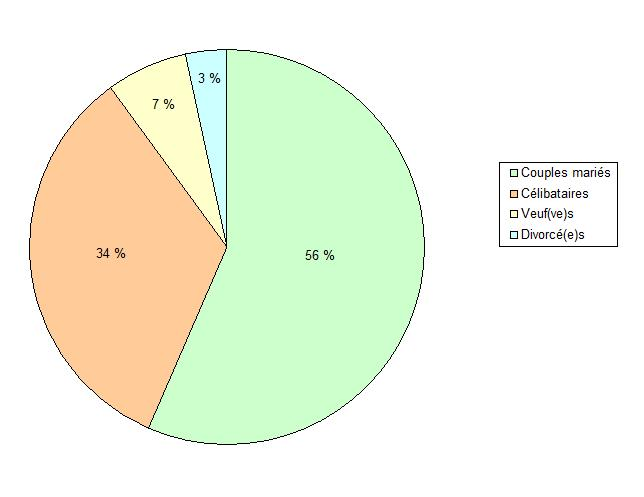
Situation familiale de la population, en 2004.
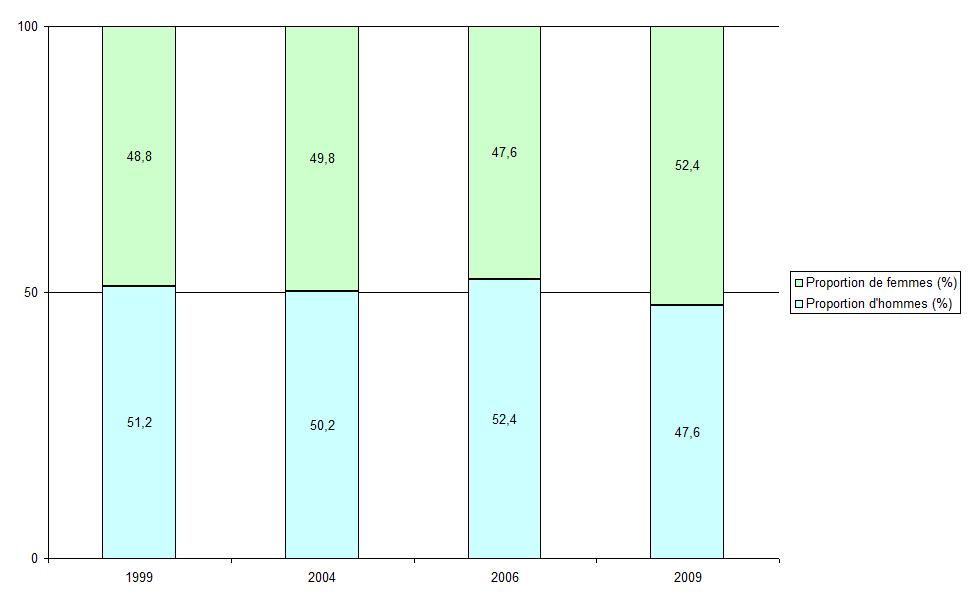
Évolution de la proportion hommes-femmes, entre 1999 et 2009.
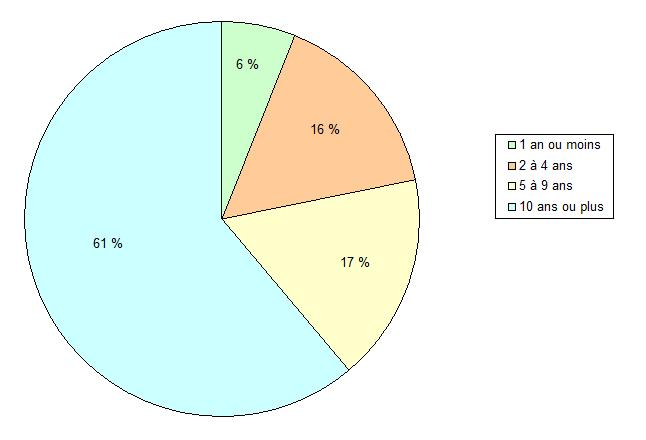
Répartition de la population en fonction de la durée de résidence.

## Économie

### Emploi
En 2007, Guengat comporte 1 094 habitants en âge de travailler (âgés de 15 à 64 ans), soit 65,55 % de la population. Parmi ceux-ci, il y a 783 actifs et 311 inactifs. 715 personnes ont un emploi et 68 sont au chômage.
|          | Hommes         | Hommes | Femmes         | Femmes | Total          | Total |
| Nombre   | Proportion (%) | Nombre | Proportion (%) | Nombre | Proportion (%) |       |
| Actifs   | 375            | 92,8   | 340            | 89,7   | 715            | 91,3  |
| Inactifs | 29             | 7,2    | 39             | 10     | 68             | 8,7   |
| Total    | 404            | 51,6   | 379            | 48,4   | 783            | 100   |

| Année | Taux de chômage (%) | Taux d'activité (%) |
| 1999  | 8,6                 | 73,2                |
| 2004  | 9,4                 | 72,3                |
| 2007  | 8,7                 | 71,6                |

Parmi les 311 personnes inactives, il y a 73 élèves ou étudiants, 187 retraités et 51 autres inactifs.
| Année | Proportion dans la population (%) |
| 1999  | 18,8                              |
| 2004  | 16,9                              |
| 2007  | 11,2                              |

Guengat fait partie de la Zone d'emploi Quimper.
| Secteur d'emploi            | Nombre de salariés | Proportion (%) |
| Services de proximité       | 52                 | 19             |
| Fabrication                 | 40                 | 15             |
| Transport et logistique     | 40                 | 15             |
| Agriculture                 | 36                 | 13             |
| Bâtiment et travaux publics | 35                 | 13             |
| Éducation et formation      | 13                 | 4,9            |
| Commerce inter-entreprises  | 11                 | 4,1            |
| Gestion                     | 11                 | 4,1            |
| Santé et action sociale     | 11                 | 4,1            |
| Distribution                | 8                  | 3              |
| Culture et loisirs          | 7                  | 3              |
| Administration publique     | 3                  | 1              |
| Entretien et réparation     | 1                  | 0,4            |

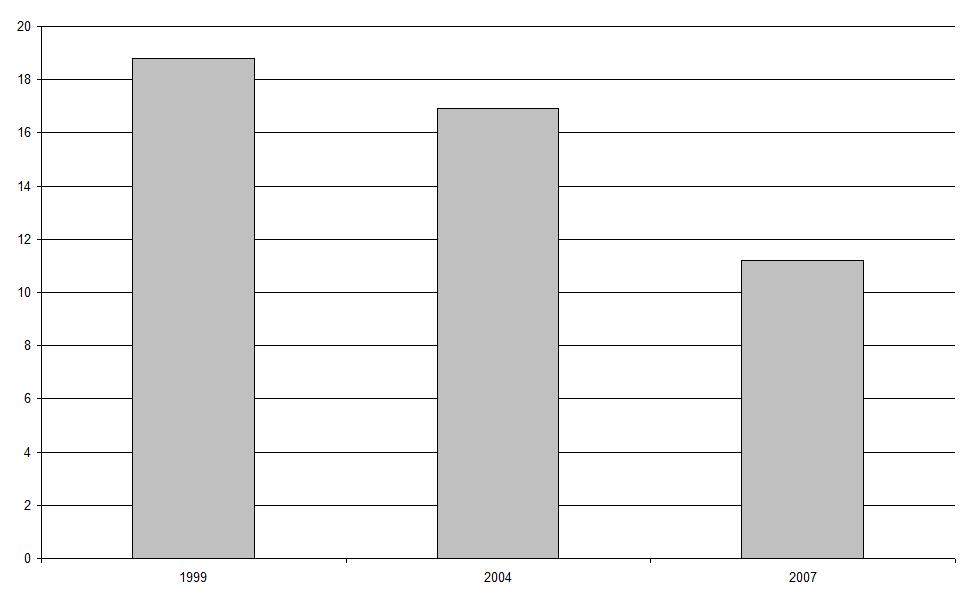
Évolution de la proportion de retraités, entre 1999 et 2007
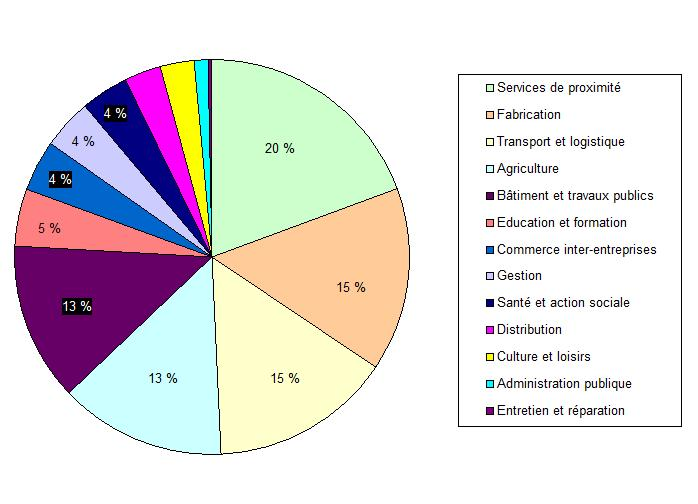
Répartition des salariés, en fonction du secteur d'emploi, en 2007.
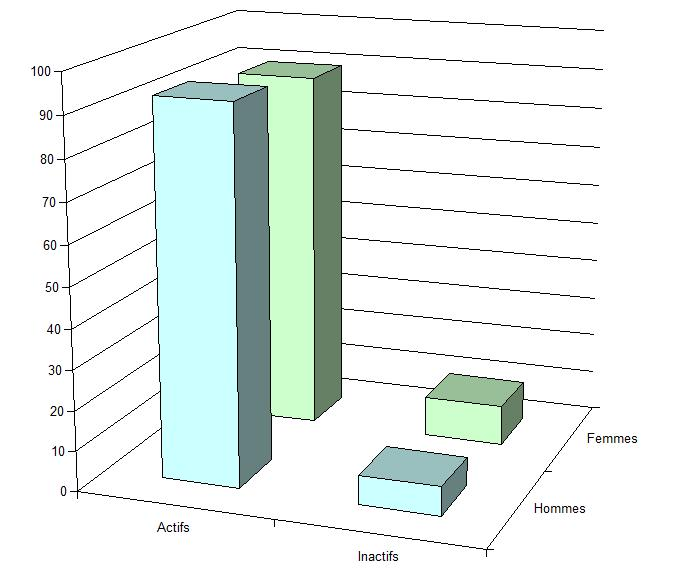
Population active et inactive.
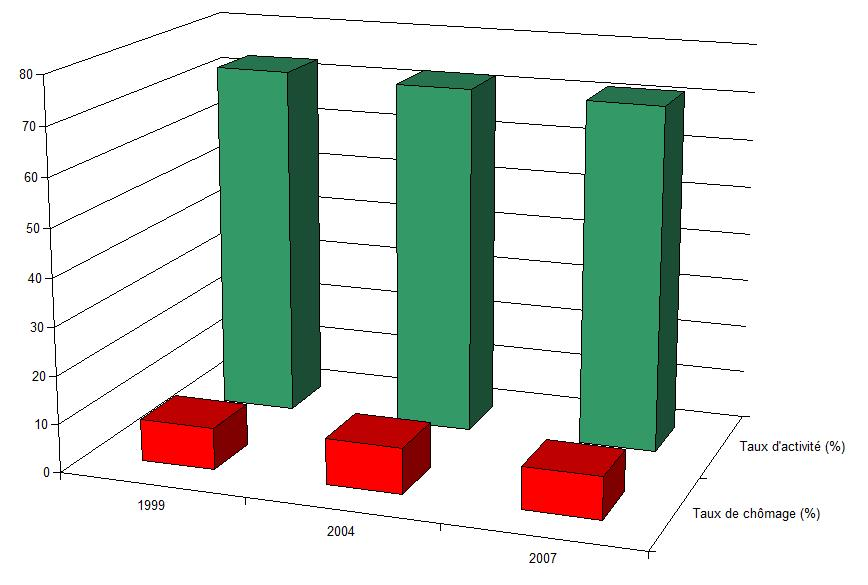
Évolution des taux de chômage et d'activité, entre 1999 et 2007.

### Revenus
En 2008, la municipalité compte 667 foyers fiscaux. Le revenu annuel médian par habitant est de 17 606 €.

### Agriculture
Guengat fait partie des Indications géographiques protégées Volailles de Bretagne (viandes et abats frais), Farine de blé noir de Bretagne - Gwinizh du Breizh (fruits, légumes et céréales en l'état ou transformés) et Cidre de Bretagne ou Cidre breton (autres boissons alcoolisées).

### Entreprises
Une zone artisanale, dite Z.A. de la Base, a été créée par Quimper Communauté, a été créée à l'emplacement de l'ancienne base militaire, mais reste à ce jour pour l'essentiel un terrain inoccupé, les entreprises préférant s'installer à l'est de Quimper, à proximité de la voie express RN 165.

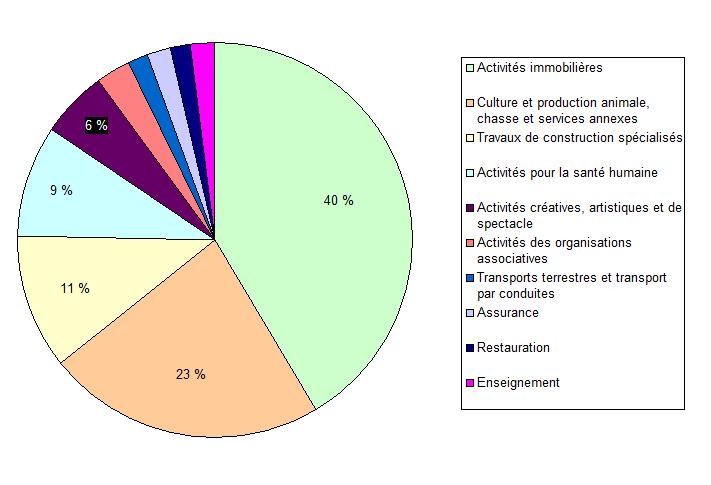
Répartition des entreprises, en fonction du secteur d'activité.

| Secteur                                                   | Nombre d'entreprises | Proportion (%) |
| Activités immobilières                                    | 45                   | 41             |
| Culture et production animale, chasse et services annexes | 25                   | 23             |
| Travaux de construction spécialisés                       | 12                   | 11             |
| Activités pour la santé humaine                           | 10                   | 9,2            |
| Activités créatives, artistiques et de spectacle          | 6                    | 6              |
| Activités des organisations associatives                  | 3                    | 3              |
| Transports terrestres et transport par conduites          | 2                    | 2              |
| Assurance                                                 | 2                    | 2              |
| Restauration                                              | 2                    | 2              |
| Enseignement                                              | 2                    | 2              |

## Tourisme
Sur le territoire de la commune de Guengat, il y a sept sentiers de randonnée balisés, d'une longueur allant de 8,6 à 12,2 km. L'hôtel le plus proche est à Quimper, à 5,5 km, le camping le plus proche à Treguer, à 9,3 km. Guengat possède neuf gîtes (trois épis), avec un total de 19 chambres, pouvant accueillir 36 personnes.

## Politique et administration

### Politique

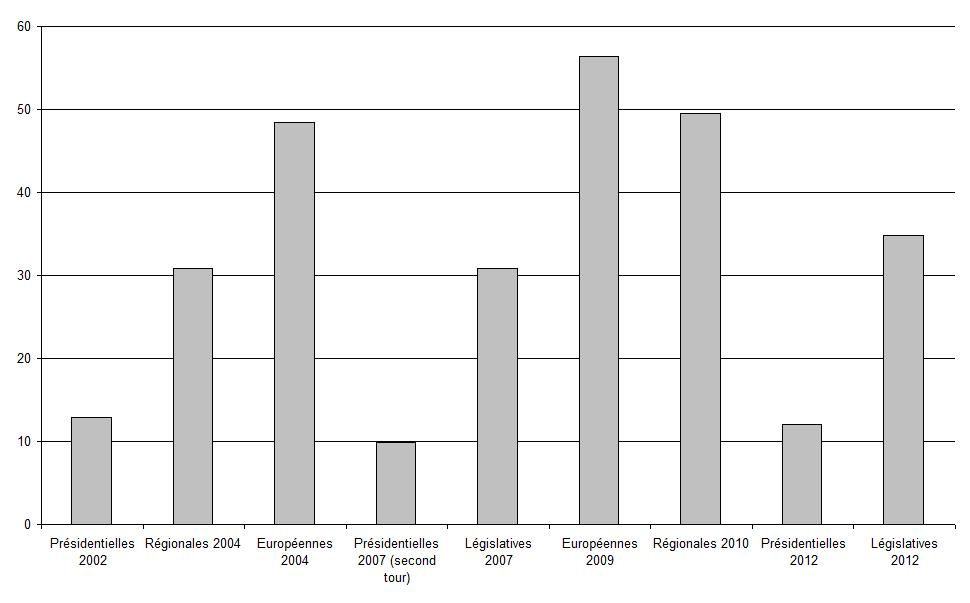
Évolution du taux d'abstention, entre 2002 et 2012.

Le conseil municipal comporte 19 membres. Pour l'élection présidentielle 2012, le maire, Yvon Dagorn, a donné son parrainage à la candidature de François Bayrou.
| Élection                     | Année | Taux d'abstention (%) |
| Présidentielle               | 2002  | 12,86                 |
| Régionales                   | 2004  | 30,87                 |
| Européennes                  | 2004  | 48,38                 |
| Présidentielle (second tour) | 2007  | 9,82                  |
| Législatives                 | 2007  | 30,79                 |
| Européennes                  | 2009  | 56,39                 |
| Régionales                   | 2010  | 49,53                 |
| Présidentielle               | 2012  | 12,01                 |
| Législatives                 | 2012  | 34,81                 |

Au second tour de l'élection présidentielle de 2007, Ségolène Royal obtient 51,84 % des suffrages. Aux élections législatives de la même année, Hélène Tanguy obtient 51,15 % des voix. Les listes électorales de la commune comptent 1 299 inscrits.

## Héraldique
|  | Les armes de la commune se blasonnent ainsi : D'azur aux trois mains dextres appaumées d'argent. |

## Enseignement
Guengat dépend de l'académie de Rennes. La commune est en zone A, pour les vacances scolaires. Elle possède une école primaire, l'école privée Saint-Joseph, qui dépend de l'inspection académique du Finistère.

## Environnement
La commune de Guengat possède un Plan local d'urbanisme et dépend du Schéma de cohérence territoriale Vallée de l'Odet. Il y a une déchetterie sur le territoire municipal. Le village participe au concours communal des maisons et jardins fleuris.

## Logement
À Guengat, le loyer mensuel d'un appartement revient à 9,35 €/m2, celui d'une maison entre 5 et 9 €/m2. Le prix de vente des maisons va de 1,3 à 2,3 k€/m2. Pour avoir des références plus concrètes sur le prix de l'immobilier à Guengat il est aussi bon de regarder les récentes ventes immobilières réalisées dans cette ville, on peut voir qu'en 2018 une maison de 102 m2 avec quatre pièces est vendue 104000€ alors que malgré son faible nombre d'appartements en vente, en 2018 un appartement de 142 m2, cinq pièces est vendu 110 000 €. En 2007, 94 % des logements sont des maisons individuelles et 6 % des appartements.
| Nombre de pièces | Proportion (%) |
| 1                | 1              |
| 2                | 5              |
| 3                | 8              |
| 4                | 20             |
| 5 ou plus        | 67             |

|                           | Proportion (%) |
| Propriétaires             | 83             |
| Locataires                | 16             |
| Occupants à titre gratuit | 1              |

En 2007, il y a 767 logements à Guengat, dont 685 résidences principales (89,6 %), 31 résidences secondaires ou occasionnelles (4,0 %) et 51 logements vacants (6,6 %).
| Année | Nombre | Nombre d'habitants par logement |
| 1968  | 274    | 3,65                            |
| 1975  | 356    | 3,37                            |
| 1982  | 525    | 3,02                            |
| 1990  | 590    | 2,72                            |
| 1999  | 623    | 2,37                            |
| 2007  | 767    | 2,18                            |

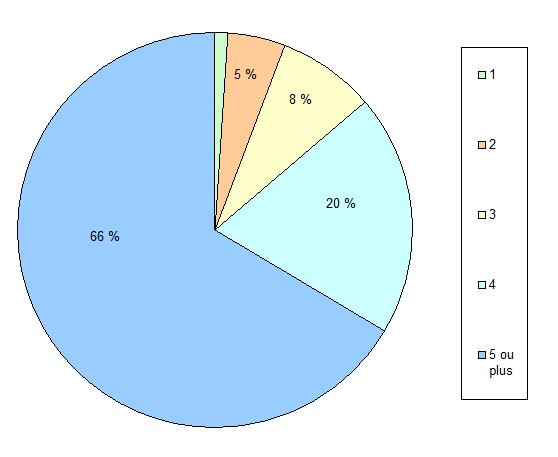
Répartition des logements en fonction de leur taille.
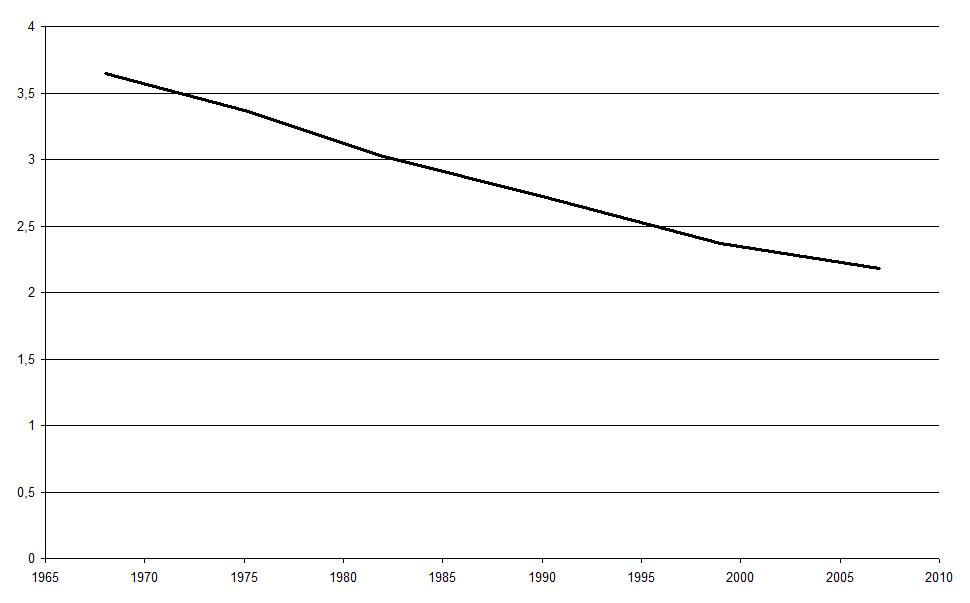
Évolution, entre 1968 et 2007, du nombre d'habitants par logement.
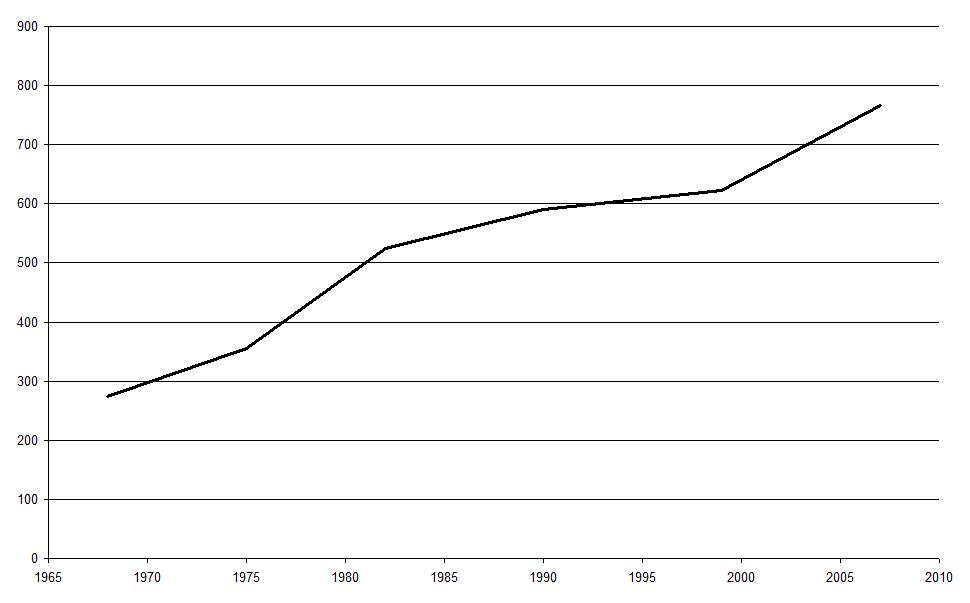
Évolution, entre 1968 et 2007, du nombre de logements.
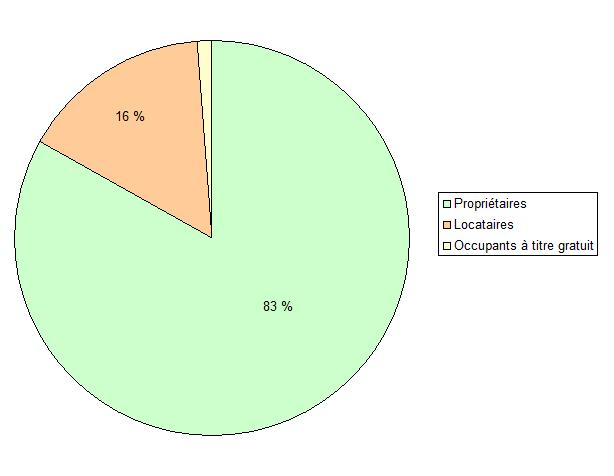
Répartition des habitations principales en fonction du mode d'habitation.

## Culture et loisirs
- Depuis 2008, la commune de Guengat organise les Vieilles Mécaniques.
- Bricanolo Créations, association de loisirs créatifs[124].
- Club de l'amitié[125].

## Sports
La commune de Guengat possède un stade municipal, avec deux terrains de football, une salle omnisports, un court de tennis et une piste de skate. Il y a un club de football : les Lapins de Guengat. En 2012, il compte 78 licenciés. Le club Les Foulées Nature Gwengad compte 90 membres, qui pratiquent la course à pied, la marche sportive et la gymnastique.
- Association de tennis Guengat-Plogonnec[129].
- Guengat Rando, association de marcheurs[130].

## Équipement
Du 1er juillet 1968 à 1998, la commune héberge la base d'aéronautique navale de Quimper-Guengat. Après sa dissolution, la base est transformée en Zone d'activité.

## Monuments et sites

### L'église Saint-Fiacre et son enclos paroissial

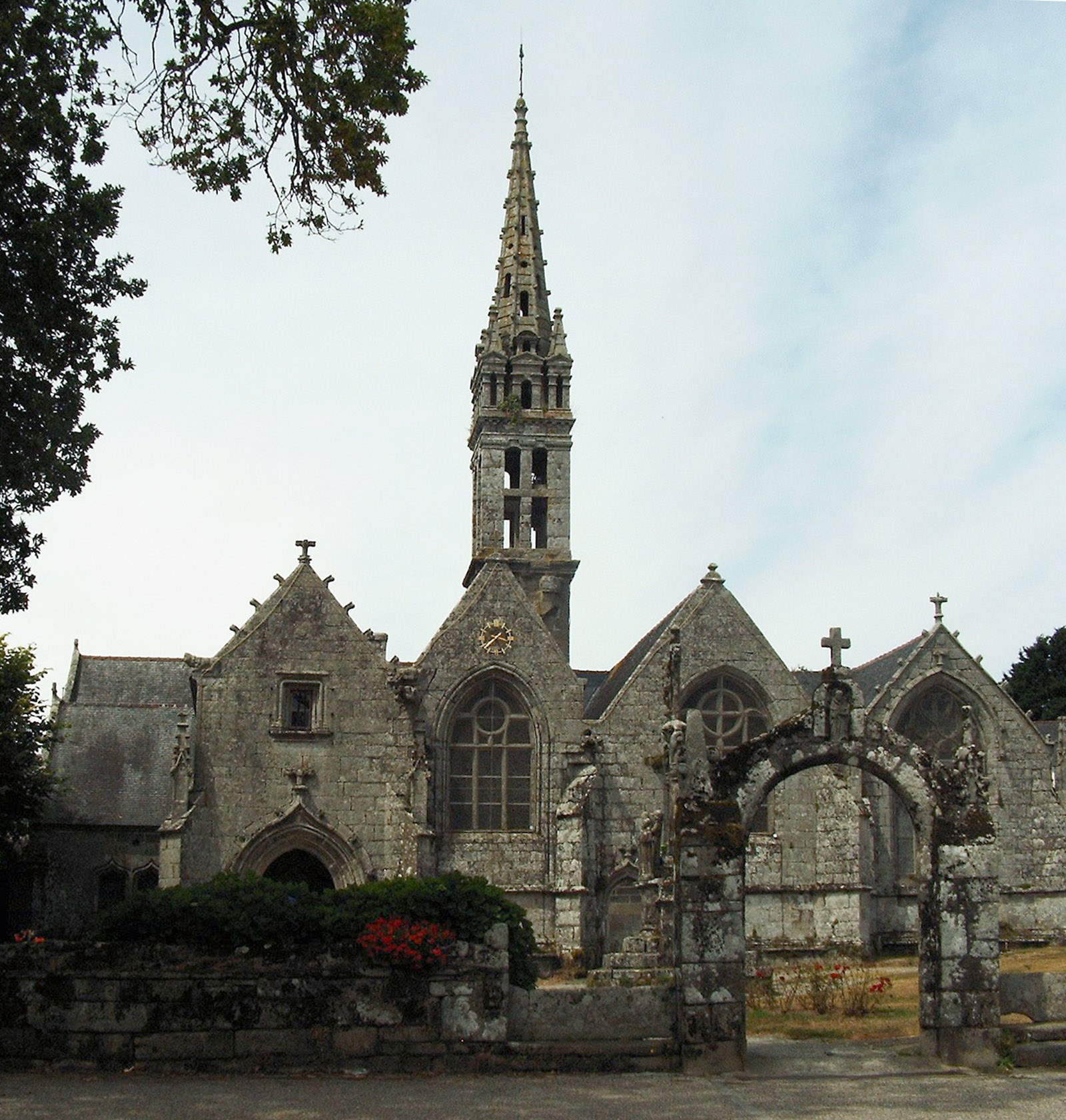
L'église paroissiale Saint-Fiacre.

L'église catholique Saint-Fiacre de Guengat, dédiée à saint Fiacre et son enclos paroissial, remonte au XVe siècle. Elle est précédée par un petit calvaire du XVIe siècle. L'église a été remaniée aux XVIIIe et XIXe siècles. Elle abrite des statues et des poutres et sablières sculptées. Une des sablières, sculptée en 1660 par Yan Hamoun, représente un lièvre blanc (en breton Gwen Gat, à l'origine du nom de la paroisse) flairant l'arrière-train d'un renard.
Un vitrail du XVIe siècle représente la Passion. L'église et le calvaire sont classés monuments historiques, par arrêté du 22 juillet 1914. Ses vitraux sont anciens.
L'ossuaire, construit en 1557, a deux baies en accolade et porte l'inscription Respice finem (« Pensez à votre mort »).
Jean-Marie Abgrall a décrit l'église en ces termes : 

« Un porche dans le genre des constructions du gothique flamboyant, surmonté d'une chambre éclairée par une fenêtre s'ouvrant sur la façade ; plus loin, trois grands pignons dont deux ont été restaurés après la chute du clocher. À l'abside, le pignon du sud est de grand effet, avec ses contreforts et sa large fenêtre à six baies. À l'intérieur, on trouve un plan très original et très irrégulier. (…) La maîtresse-vitre, datée de 1571, retrace les scènes de la Passion. La fenêtre au-dessus de l'autel sud a, dans ses trois baies, saint Michel, Notre-Dame assise, portant l'Enfant-Jésus, saint Jean-Baptiste. (…) La fenêtre du bas-côté sud a quelques panneaux du XVe siècle, provenant par conséquent d'une église antérieure, mais tous ses sujets sont sans rapport les uns avec les autres. »

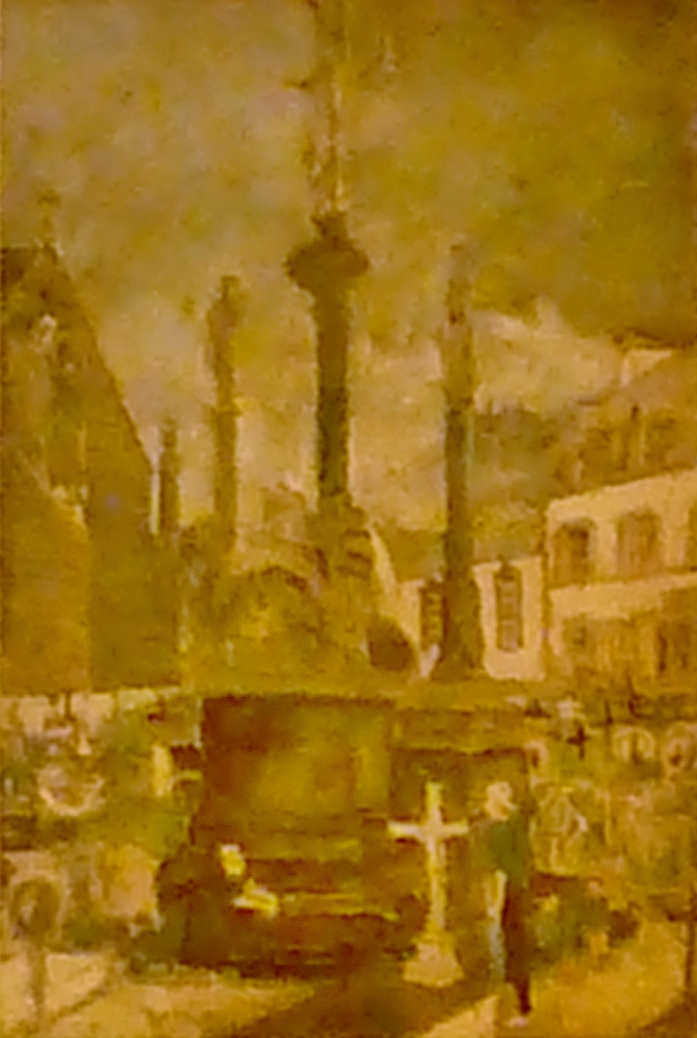
Max Jacob : Le calvaire de Guengat (1930, Musée des beaux-arts de Quimper).

### Château
Le château est construit, au début du XVe siècle, sur une butte, à la limite des paroisses de Plogonnec et de Guengat. Il appartient à la famille de Guengat, connue depuis le milieu du XIVe siècle. La partie la mieux conservée est la courtine occidentale, haute de 4 mètres et longue de 65 mètres, limitée, au nord, par une tour d'un diamètre de près de 6 mètres. Celle-ci est munie de deux meurtrières adaptées aux armes à feu. L'intérieur abrite une pièce de plan carré, dotée d'une porte en accolade. La présence de corbelets atteste que cette pièce comportait un autre niveau. Les restes d'une tour, engagée dans la courtine orientale, sont encore visibles, ainsi que des éléments sculptés épars, notamment des pièces d'accolades du XVIe siècle et des fragments de porte du XVIIe siècle. Une partie des pierres a été remployée.

### Autres monuments
- La chapelle Sainte-Brigitte, qui date du XVIIIe siècle[134], a été rénovée en 2014[135].

Alain Grall, maître verrier à Guengat est parvenu à mettre au point et à breveter une technique originale, permettant une lecture à double face (une lecture côté intérieur et une autre côté extérieur) des vitraux qu'il compose. Cette technique a été utilisée pour la première fois pour deux vitraux de la chapelle Sainte-Brigitte de Guengat.

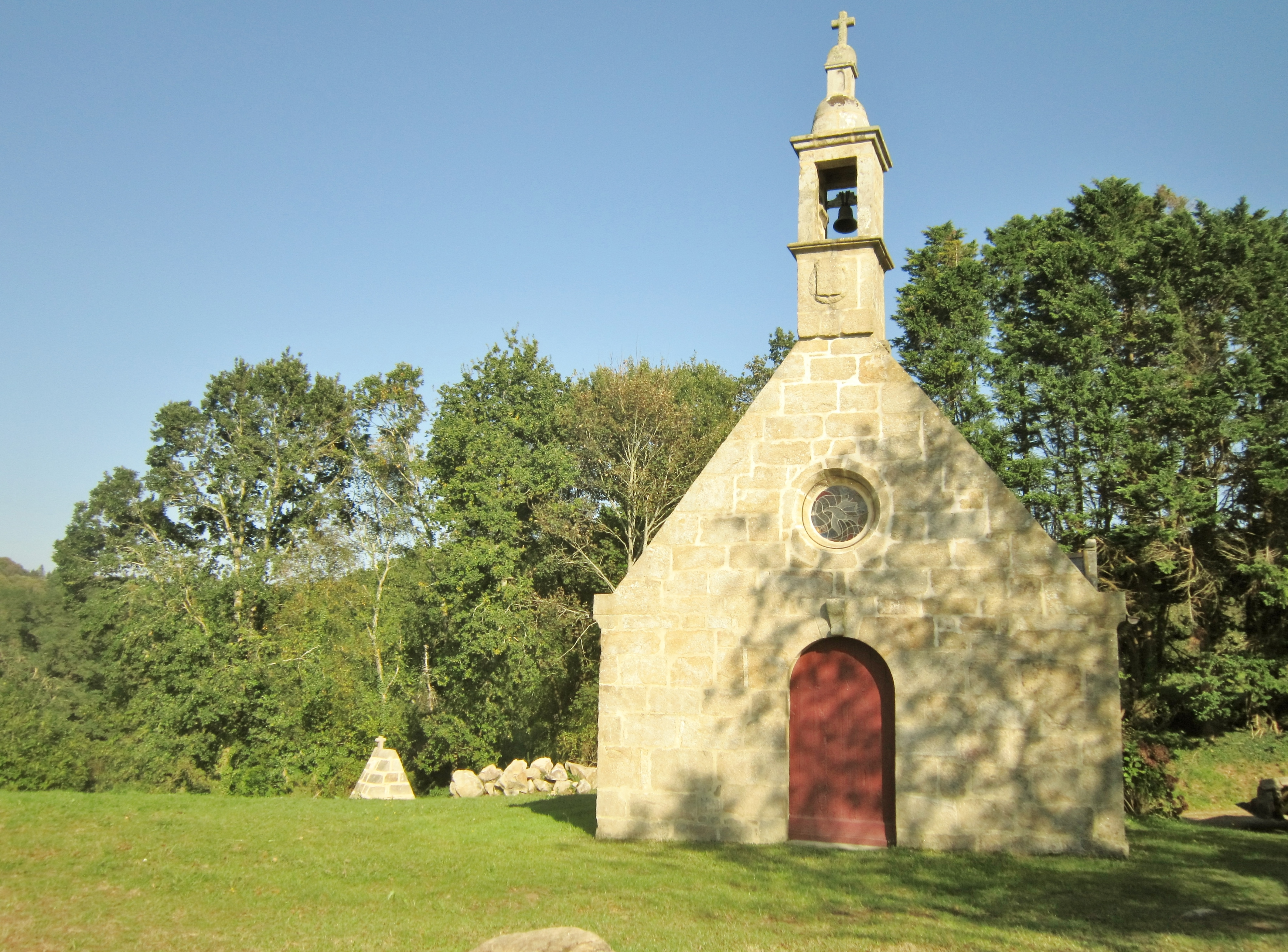
La chapelle Sainte-Brigitte (dans le village de Kervouster-Huella) 1.
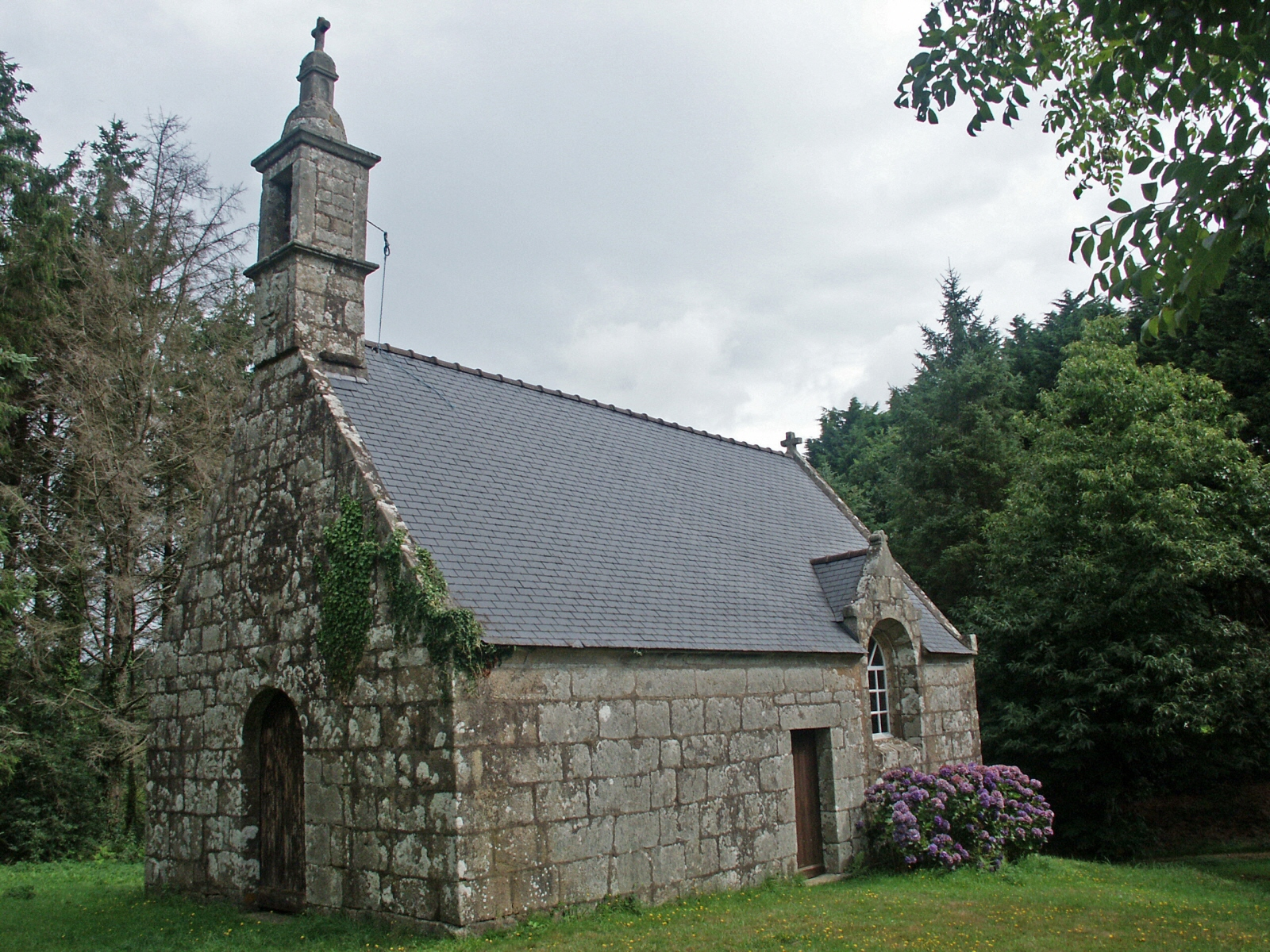
La chapelle Sainte-Brigitte (dans le village de Kervouster-Huella) 2.
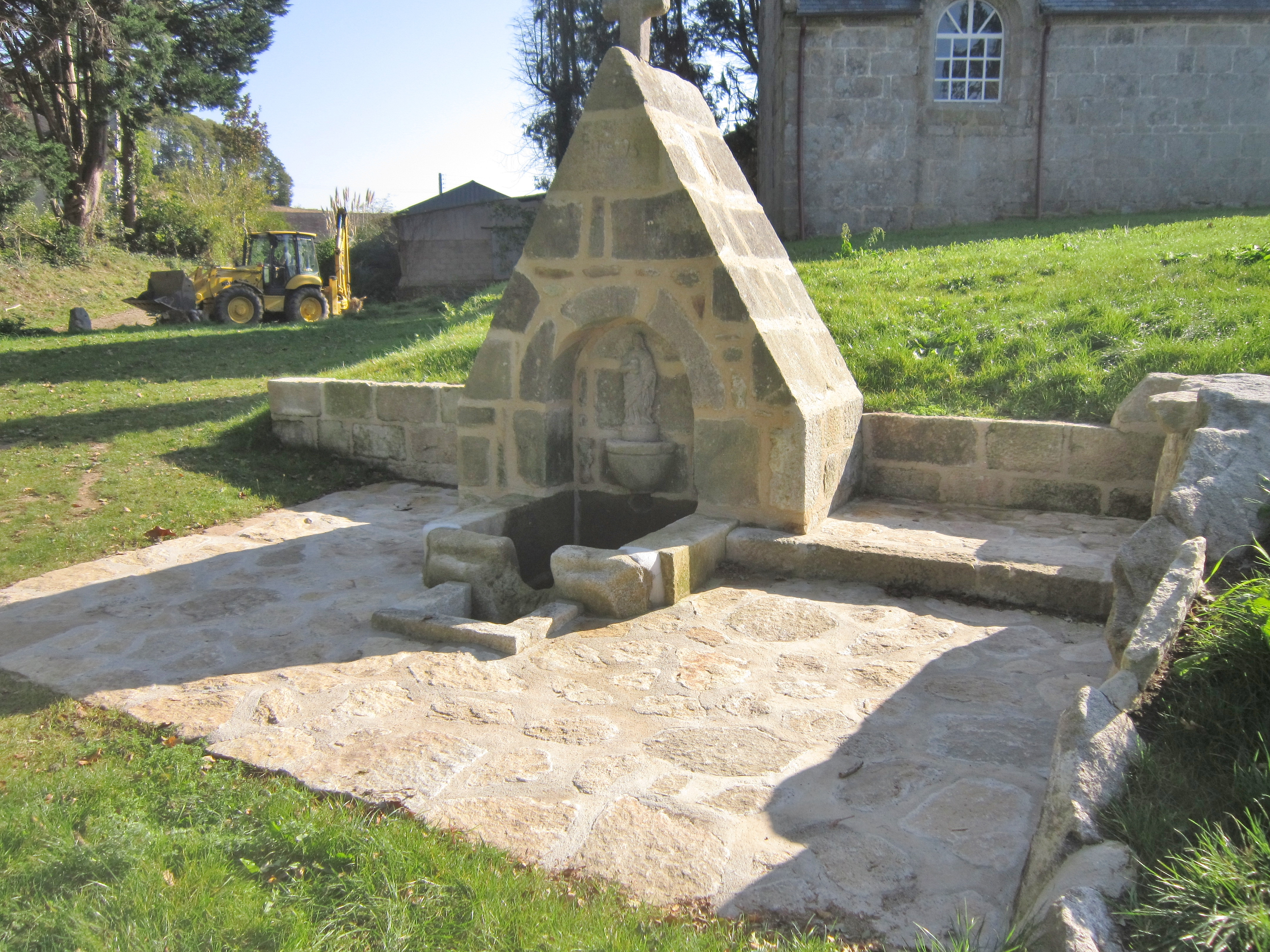
La fontaine de dévotion près de la chapelle Sainte-Brigitte.

- Les fontaines :
  - Fontaine de dévotion de Saint-Ivy (dédiée à saint Divy ou à saint Ivy ?), datée de 1560[137]. On y voit un écusson mi-parti de Guengat et de Langueouez (symbolisant le mariage de Jacques de Guengat avec Jeanne de Talhouët, dame de Langueouez, en 1529)[138].
  - Fontaine de dévotion Saint-Fiacre (datée de 1660) ; sa source alimente un lavoir[3]. L'ancienne statue de saint Fiacre a été volée dans la nuit du 16 au 17 décembre 1988 et remplacée par une nouvelle statue.
  - Fontaine de dévotion de Saint-Jean-Baptiste ; elle est située dans le petit chemin qui surplombe la fontaine Saint-Ivy et a été restaurée en 1875.
  - Fontaine Sainte-Brigitte[139].
- Les croix et calvaires : six sont recensés sur le territoire communal[140] dont un vieux calvaire situé sur la route de Plogonnec et qui, avec son fût bosselé, rappelle une épidémie de peste et porte une inscription évoquant la mission paroissiale de 1900 (d'autres missions paroissiales se sont déroulées en 1880 et 1920) et la croix de mission (qui commémore la mission paroissiale de 1941) située sur la route menant à Plonéis[139].
- Le manoir de Saint-Alouarn ; il en subsiste entre autres une tour[141],[142].

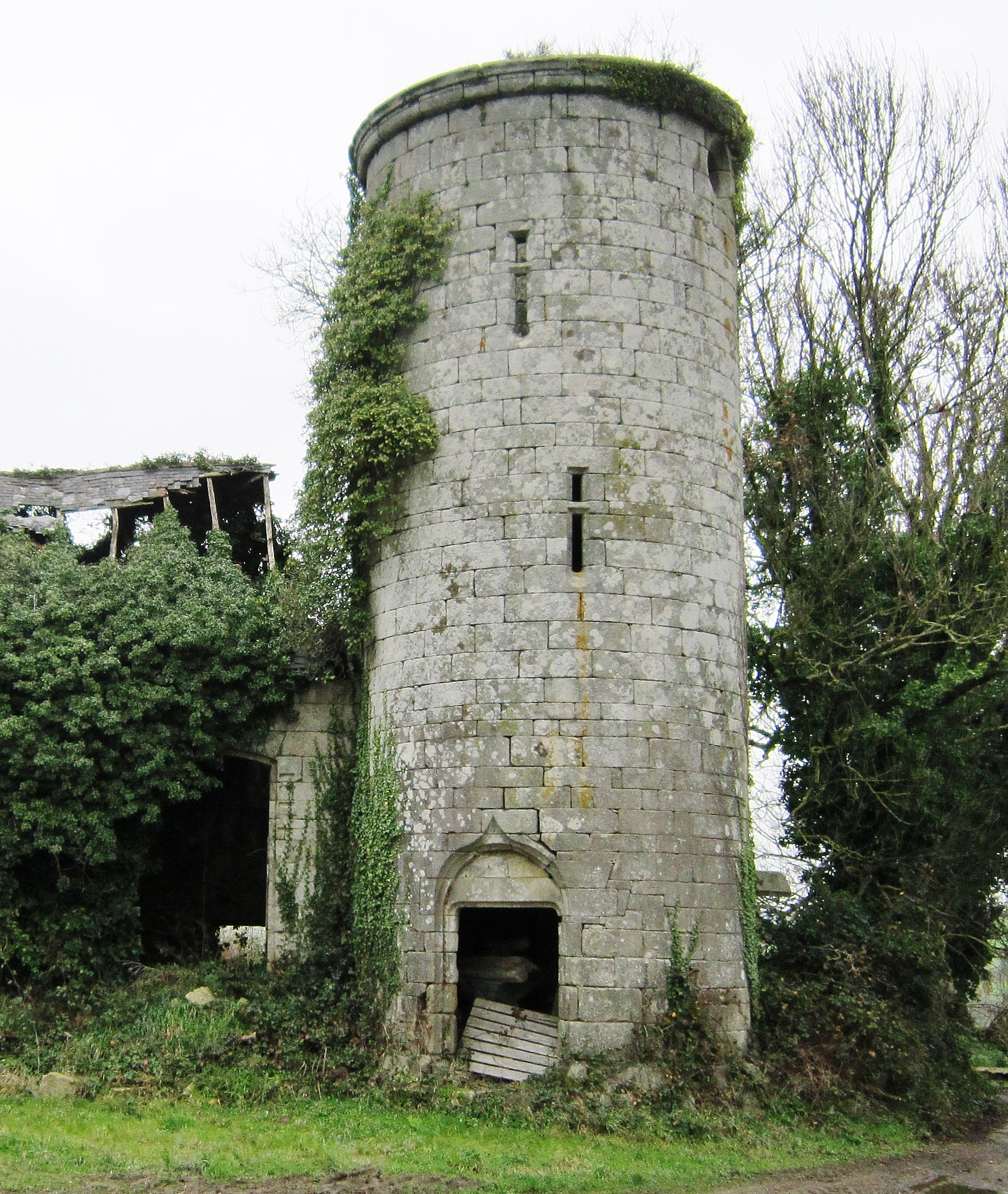
La tour subsistante du manoir de Saint-Alouarn.
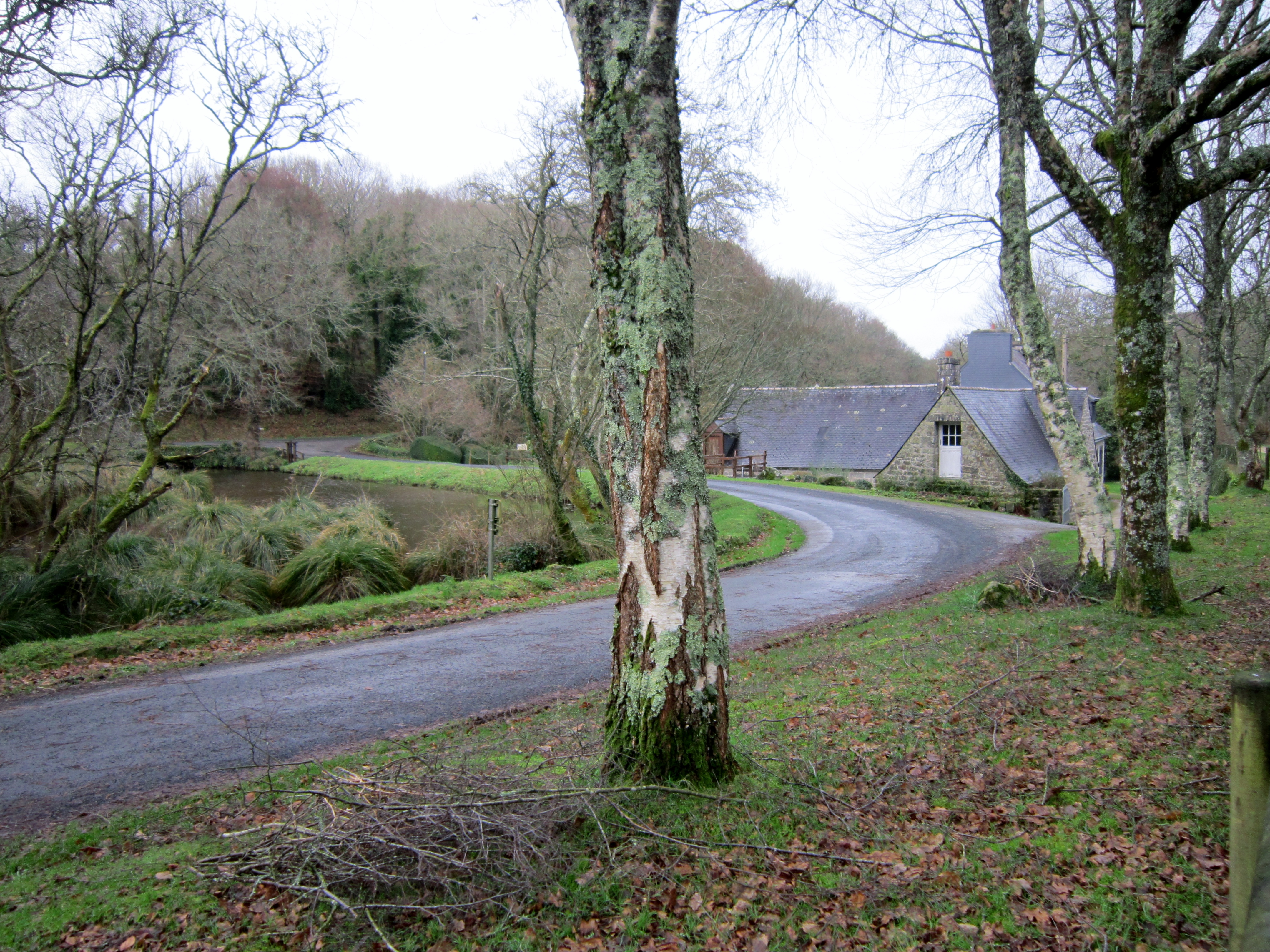
Le moulin de Saint-Alouarn.

- Plusieurs autres manoirs : manoir de Launay[143] ; manoir de Loscoat[144] ; etc..

## Personnalités liées à la commune

### Naissances
- 1738 : Louis Aleno de Saint-Aloüarn, navigateur, commandant du Gros ventre, il est, initialement, le second de Kerguelen et prend possession, en 1772, au nom du roi de France, de ce qui deviendra l'Australie.
- 19 juillet 1834 : Jean-Marie Déguignet, écrivain de langue bretonne.
- 28 novembre 1888 : Jean-Marie Le Quéau, alias Père Yvon, aumônier des Terre-Neuvas.